# Autoroute A6 (France)
Pour les articles homonymes, voir A6, Autoroute A6 et Autoroute du Soleil.

L'autoroute A6 (surnommée autoroute du Soleil) est une autoroute qui relie le sud-est de Paris et Lyon, en France, en empruntant la vallée de la Saône. Elle est prolongée par la M6 puis par la M7 à Lyon et ensuite par l'autoroute A7 pour rejoindre Marseille.
L'autoroute A6 est exploitée par la société Autoroutes Paris-Rhin-Rhône. Elle mesure 445 km de long. Elle fait partie des routes européennes E15, E21 et E60.
Les sorties de l'autoroute A6 sont très éloignées les unes des autres (hormis dans les agglomérations de Paris et Lyon), alors qu'au contraire les aires sont très proches les unes des autres.

## Historique
L'autoroute A6 a été construite entre 1953 et 1971.
- 1953 : début de la construction d'un premier tronçon entre Paris et Le Coudray-Montceaux[3].
- 1960 : l'« Autoroute du Sud » ouvre entre Paris et Le Coudray-Montceaux (34 km).
- 1961 : la SAPL (Société de l'autoroute Paris-Lyon) est créée. Les premiers terrassements de la section Auxerre-Sud / Nitry sont lancés durant l'été, à proximité de Saint-Cyr-les-Colons.
- 1963 : ouverture du tronçon Auxerre-Sud / Nitry, long de 25 km. Cette section est d'abord gratuite mais interdite aux poids lourds et aux autocars.
- 1964 : ouverture du tronçon Nitry / Avallon. L'utilisation de la portion entre Auxerre et Avallon est désormais à péage et autorisée à tous types de véhicules à moteur. Il en ira ainsi pour le reste du tracé entre Fleury-en-Bière et Limas près de Villefranche-sur-Saône. Une portion gratuite est inaugurée entre Le Coudray-Montceaux et Ury.
- 1965 : ouverture du tronçon Auxerre-Nord / Auxerre-Sud. Une autre portion payante est inaugurée entre Ury et Nemours.
- 1966 : ouverture de la déviation de Villefranche-sur-Saône, longue de 12 km, reliant Arnas au nord et Anse au sud.
- 1967 : ouverture du tronçon Nemours / Auxerre-Nord. L'autoroute relie désormais Paris à Avallon sur 210 km sans interruption. Cette ouverture se déroule peu avant le week-end pascal. Lors de ces congés de fin de semaine, une véritable marée automobile déferle sur l'A6, provoquant alors de grands embouteillages et pulvérisant littéralement les records de trafic de l'époque. Les Franciliens sont très nombreux à profiter du week-end pour aller à la campagne, et par la même occasion, découvrir cette nouvelle liaison rapide entre Paris et la Bourgogne[4].
- 1969 : ouverture des tronçons entre Avallon et Pouilly-en-Auxois ainsi qu'entre Villefranche-sur-Saône et Mâcon-Nord. Inauguration d'une portion gratuite entre Anse et Limonest.
- 1970 : dernière ouverture d'une portion payante entre Pouilly-en-Auxois et Mâcon-Nord. Inauguration, par le président de la République Georges Pompidou, de la liaison autoroutière Marseille - Lille, à l'aire de repos de Savigny-lès-Beaune. Cette aire, à équidistance de Lille et de Marseille, comporte une plaque commémorative rappelant cet événement.
- 1971 : fin de la construction de l'A6 le 8 décembre avec l'ouverture du tunnel de Fourvière et achèvement de l'axe Paris - Lyon (455 km).
- 1972 : ouverture de l'A6b entre Cachan et Le Kremlin-Bicêtre.
- 1975 : la SAPL devient la SAPRR (Société des Autoroutes Paris-Rhin-Rhône).
- 31 juillet 1982 : accident d'autocar à Beaune faisant plus de 50 morts. À la suite de ce drame, on décide de doter l'autoroute de glissières de sécurité centrales (chaussées autrefois séparées par une simple bande végétale sans barrière) et l'autoroute s'élargit à 2 × 3 voies entre Beaune et Lyon puis entre Auxerre et Paris (la section de 30 km comprise entre l'A19 et l'A77 demeure toutefois en 2 × 2 voies).
- 1997 : début des travaux de mise aux normes de sécurité du tunnel de Fourvière (fermetures fréquentes la nuit).
- 2006 : limitation de vitesse au tunnel de Fourvière à 70 km/h au lieu de 90 km/h auparavant. Ouverture de l'échangeur Villefranche-Nord 31.1 (celui situé au niveau du péage étant renuméroté en 31.2) le vendredi 10 novembre à 16 ; le poste de péage est entièrement automatisé.
- 2007 : début de l'automatisation des péages sur certains échangeurs la nuit.
- 2012 : couverture de l'A6b entre Le Kremlin-Bicêtre et Arcueil.
- 2015 : Mise en service d'une voie réservée aux bus et taxis entre L'Haÿ-les-Roses (A6) et la porte d'Orléans (bretelle de sortie du périphérique intérieur). Par conséquent, dans le sens province - Paris, la bretelle A6a - périphérique extérieur (direction porte de Gentilly; A4 (Metz-Nancy); A3 (Lille)) est fermée définitivement.
- 2015 : ouverture, au nord de Lyon, du barreau autoroutier A466 entre les directions sud des autoroutes A6 et A46.
- 2015 : fin des travaux de régénération des chaussées au sud d'Évry-Courcouronnes, par fractionnement et recouvrement des dalles de béton de la chaussée originelle entre la RN 104 au nord et la RN 37 au sud[5].
- 2017 : la portion de l'A6 depuis la sortie de Limonest jusqu'au centre de Perrache a été déclassée en voie rapide le 1er novembre 2017[6]
- 2018 : au nord de Lyon, raccordement de 6 km de l'autoroute A89 avec l'A6[7].
- 2020 : les 16 km des tronçons de l'A6 et de l'A7 traversant Lyon qui ont été déclassés en 2017 en voie rapide sont transformés en boulevard urbain sous le nom de route M6 et M7 (route métropolitaine 6 et 7)[8],[9].

Longue de 445 km, l’A6 est la quatrième autoroute la plus longue de France, derrière l'A10 et ses 557 km, l'A89 et ses 544 km, et l'A4 et ses 482 km.

## Gestion
Entre Paris et la sortie 13, les autoroutes A6, A6a et A6b sont gérées par la DIR Île-de-France. L'autoroute A6 est concédée à APRR entre les sorties 13 et 33.

## Itinéraire

### A6a
Section non-concédée gérée par la DIRIF et gratuite.
- Échangeur entre le Boulevard périphérique de Paris et A6a : Rouen (A13), Porte de Châtillon (de et vers Périphérique-Ouest)
- 1 Porte d'Orléans à −0,3 km : Paris - centre (de et vers Lyon)
- Rue du Professeur-Hyacinthe-Vincent à −0,15 km (réservé aux cars et aux taxis depuis Lyon)
- Échangeur entre le Boulevard périphérique de Paris et A6a : (de Porte de Gentilly)
  -    Début de l’autoroute A6a à 0 km

Passage du département de Paris à celui du Val-de-Marne.
- Échangeur entre A6b et A6a : A4 - A1, Villejuif, Arcueil, Paris - Porte d'Italie, Périphérique Est (de et vers Lyon)

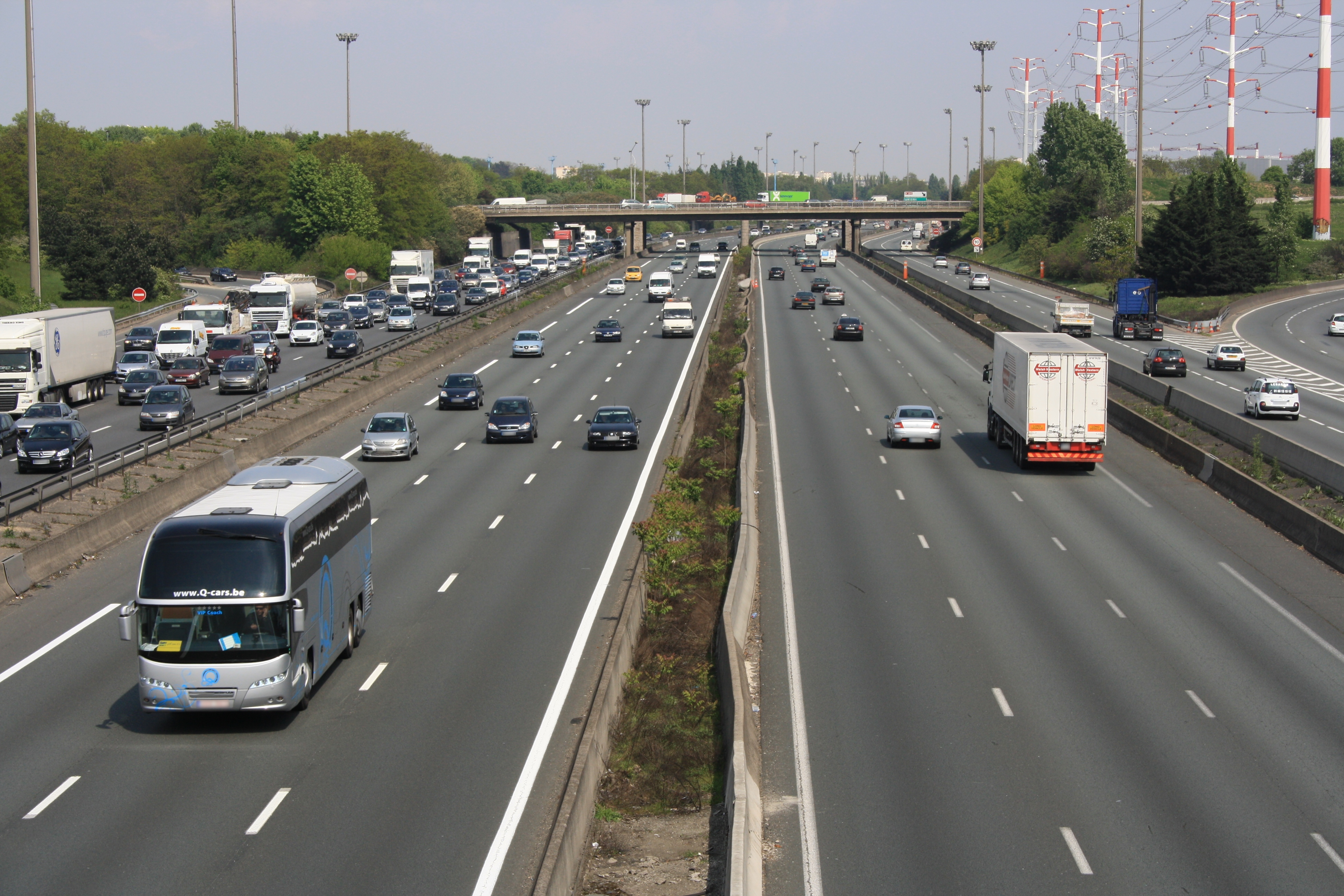
A6a (au centre) et A6b (sur les côtés), à la hauteur de Fresnes, en regardant vers Paris.

- Échangeur entre A106 et A6a :  aéroport d'Orly (de Paris) à 6 km[note 1]
- 3 Rungis à 6 km : Rungis,  Marché international de Rungis (depuis et vers Paris)
  -  Limitation à 110 km/h

Passage du département du Val-de-Marne à celui de l'Essonne.
- Échangeur entre A10 et A6a (de et vers Paris) à 10 km : Bordeaux, Nantes (A11), Massy, Palaiseau, Étampes, Longjumeau

### A6b
Section non-concédée gérée par la DIRIF et gratuite.
- Échangeur entre le Boulevard périphérique de Paris et A6b à 0 km : A4 - A1, Porte d'Ivry (de et vers Périphérique Est)
  -   Début de l'autoroute A6b
- 1 Porte d'Italie à 0,3 km : Paris (de et vers Lyon)

Passage du département de Paris à celui du Val-de-Marne.
- Tunnel de Bicêtre
  -    Sortie du tunnel
- 2 Villejuif à 3 km : Villejuif, Arcueil, Le Kremlin-Bicêtre (de et vers Lyon)
- Échangeur entre A6a et A6b : A13, Paris - centre, Porte d'Orléans, Périphérique - Ouest
- Échangeur entre A106 et A6b :  aéroport d'Orly (de et vers Paris) à 6 km[note 1]
- 3 Rungis à 6 km : Rungis,  Marché international de Rungis (de et vers Paris)
  -   Limitation à 110 km/h et réduction à 2 × 2 voies
- Échangeur entre RN 186, A86 et A6b : A13, Versailles, Créteil, Antony, L'Haÿ-les-Roses, Fresnes, Chevilly-Larue (tiers-échangeur, pas accessible de Paris) à 8 km

Passage du département du Val-de-Marne à celui de l'Essonne.
- Réduction à 2 × 3 voies
- Échangeur entre A10 et A6b (et vers Paris) à 10 km : Bordeaux, Nantes, Massy, Palaiseau, Étampes

### A6

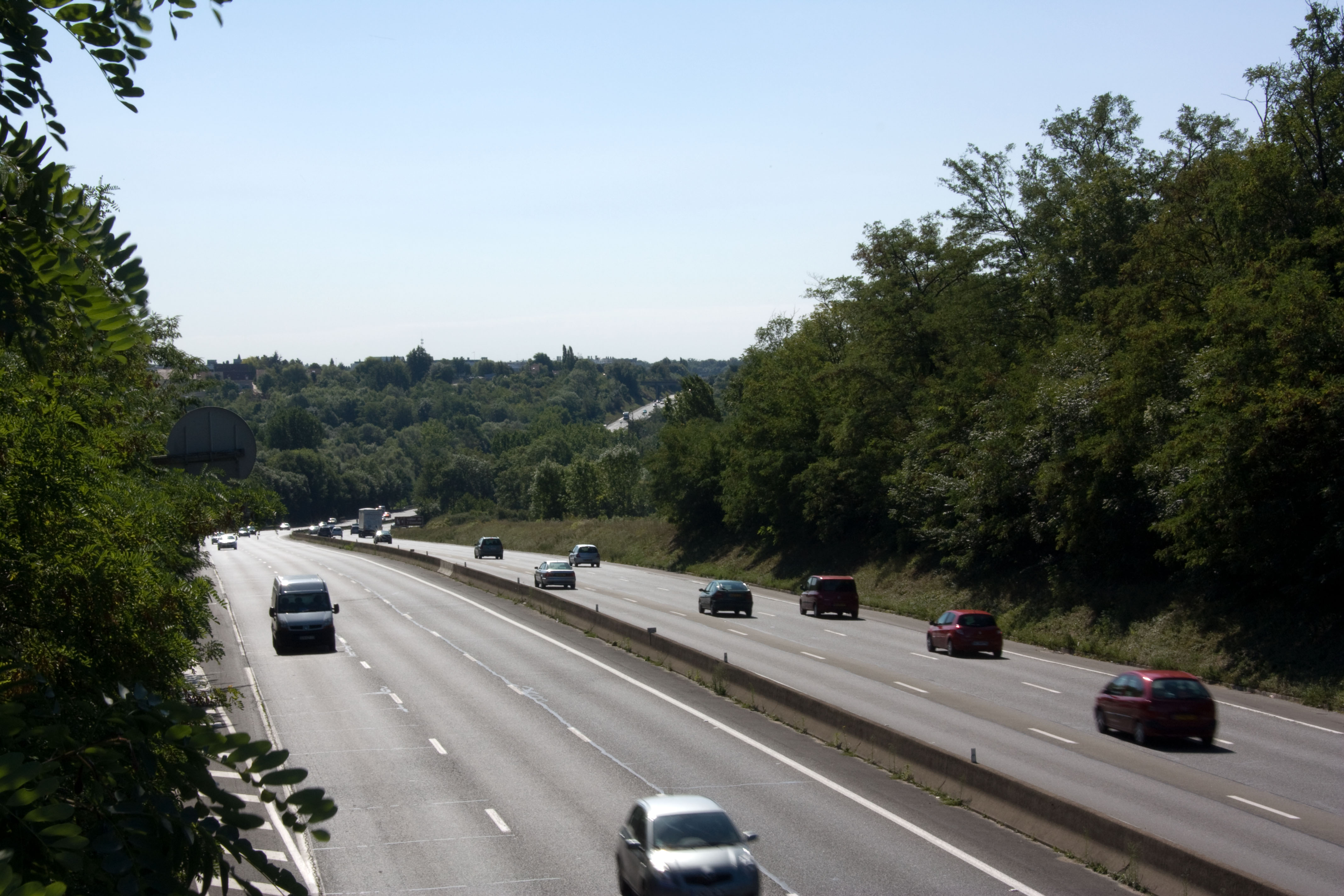
La cuvette de l'Essonne à Villabé.

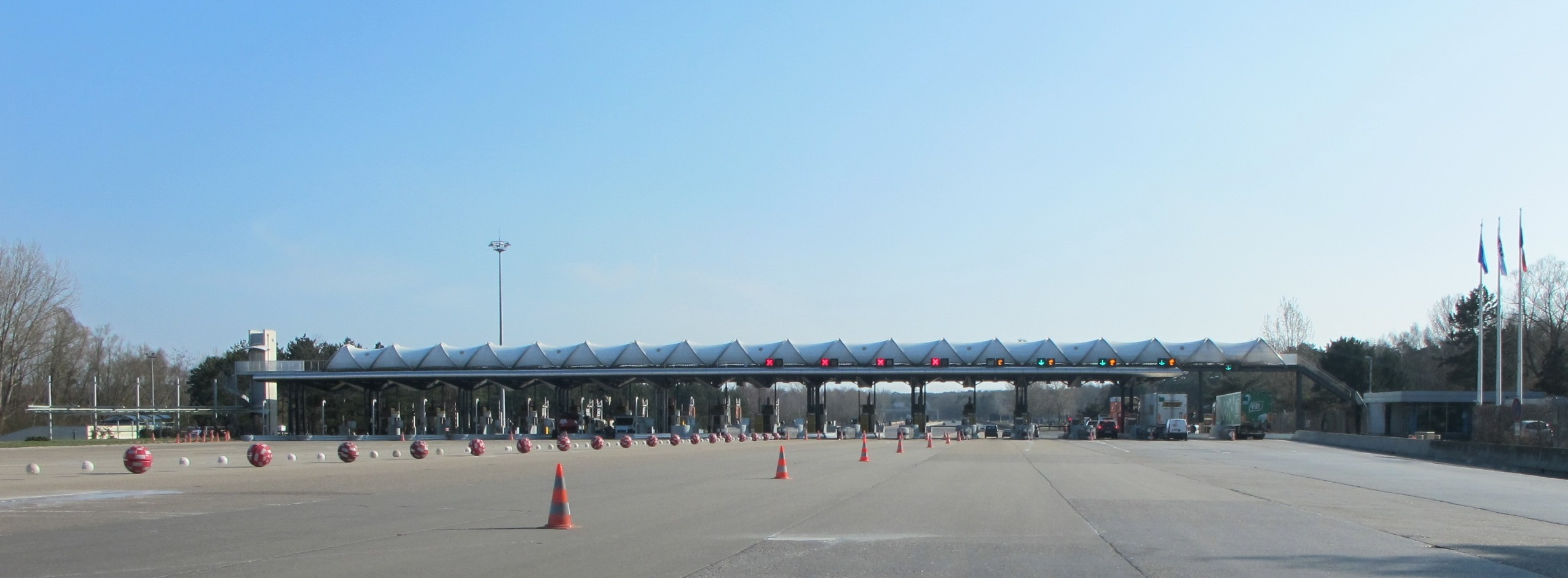
Péage de Fleury-en-Bière.

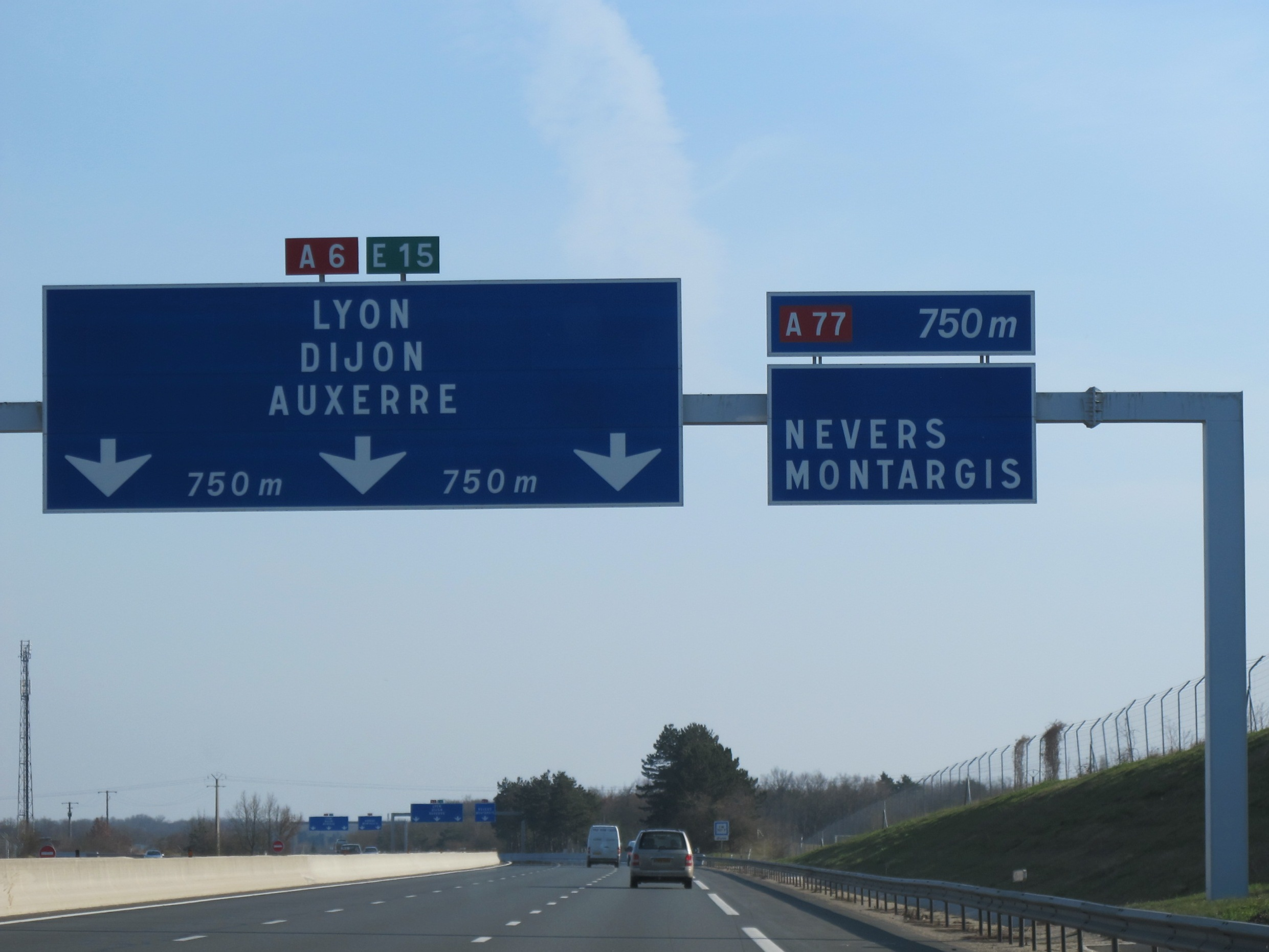
Échangeur A6-A77.

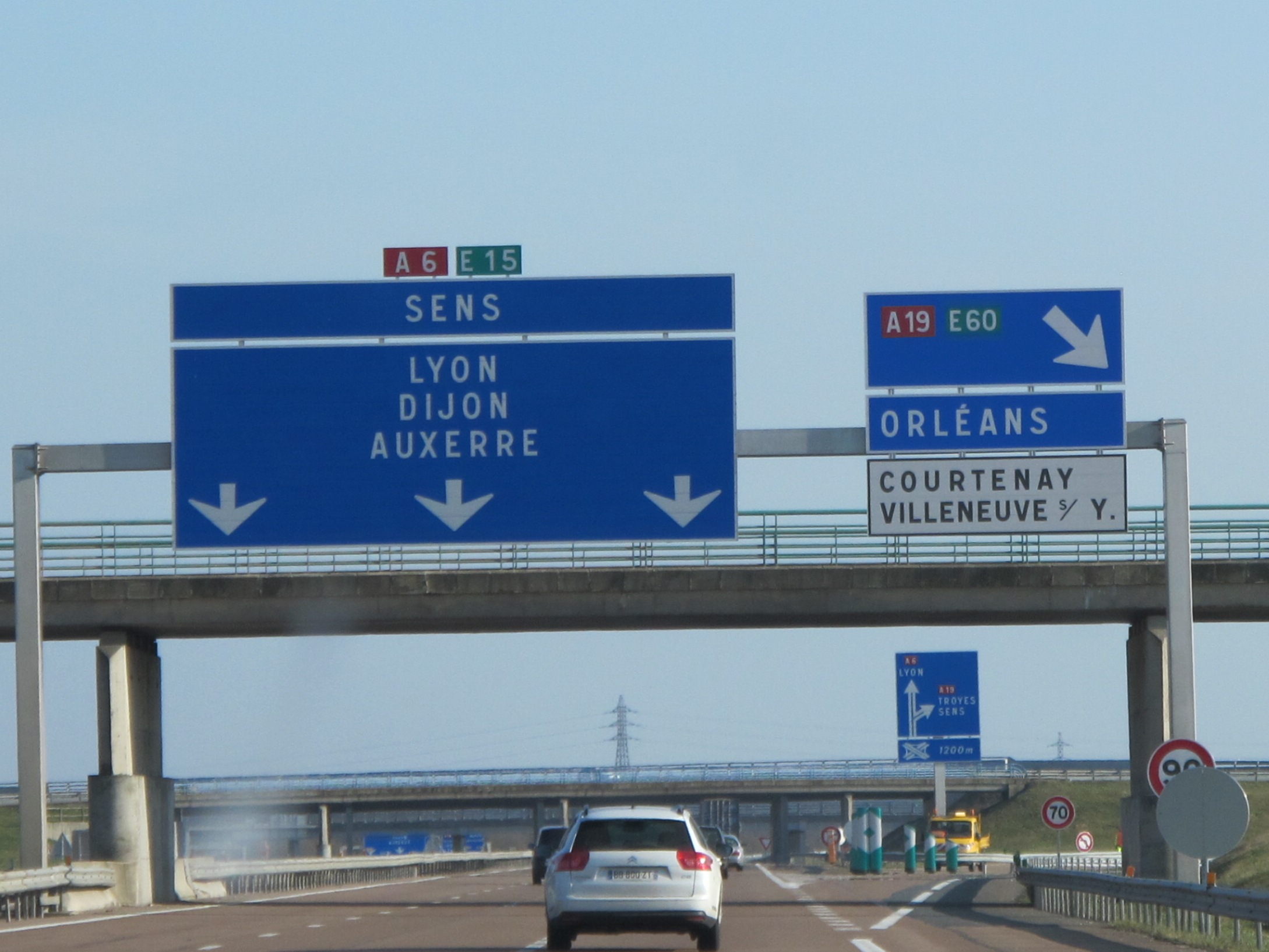
Échangeur de Courtenay A6-A19.

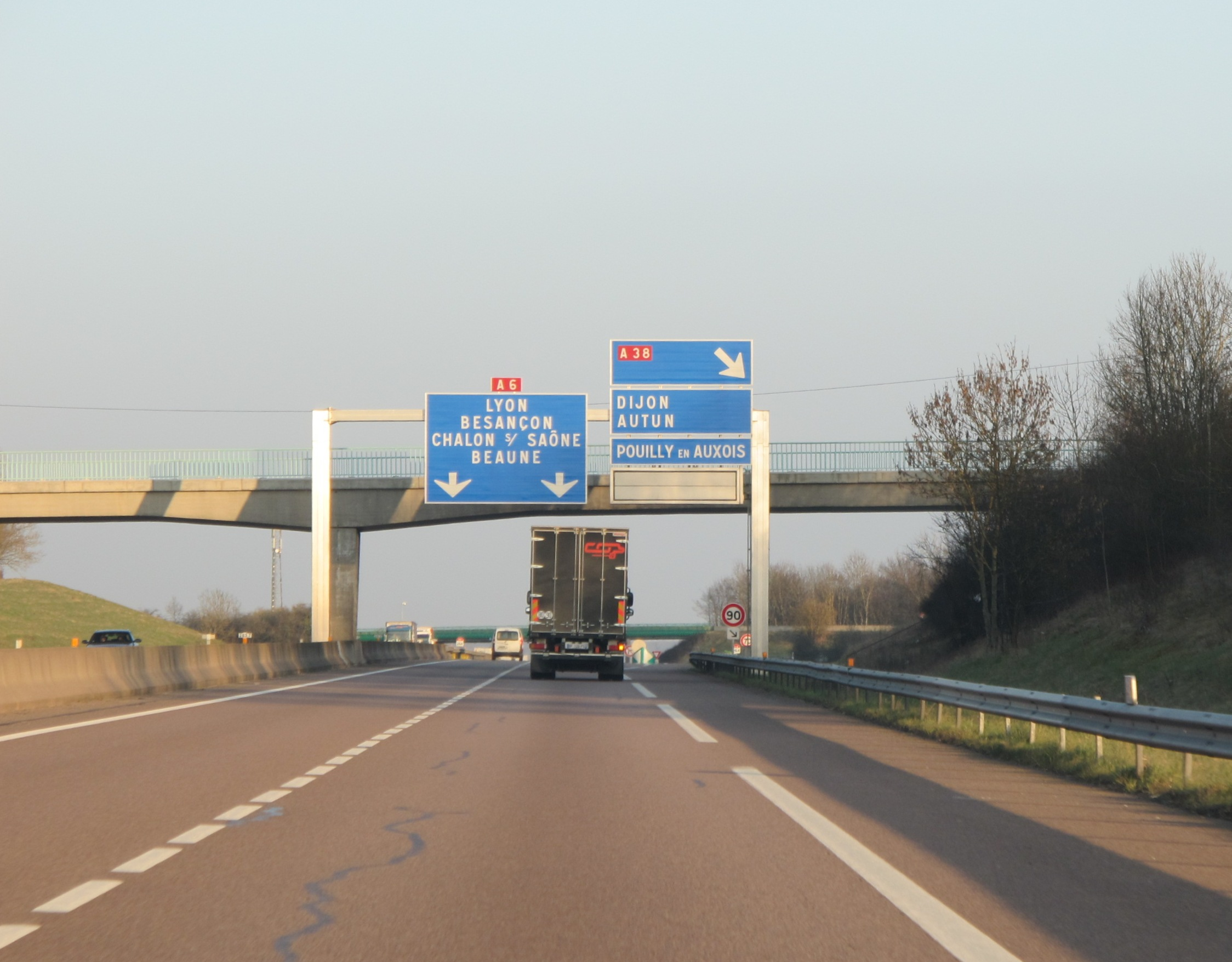
Échangeur de Pouilly-en-Auxois A6-A38.

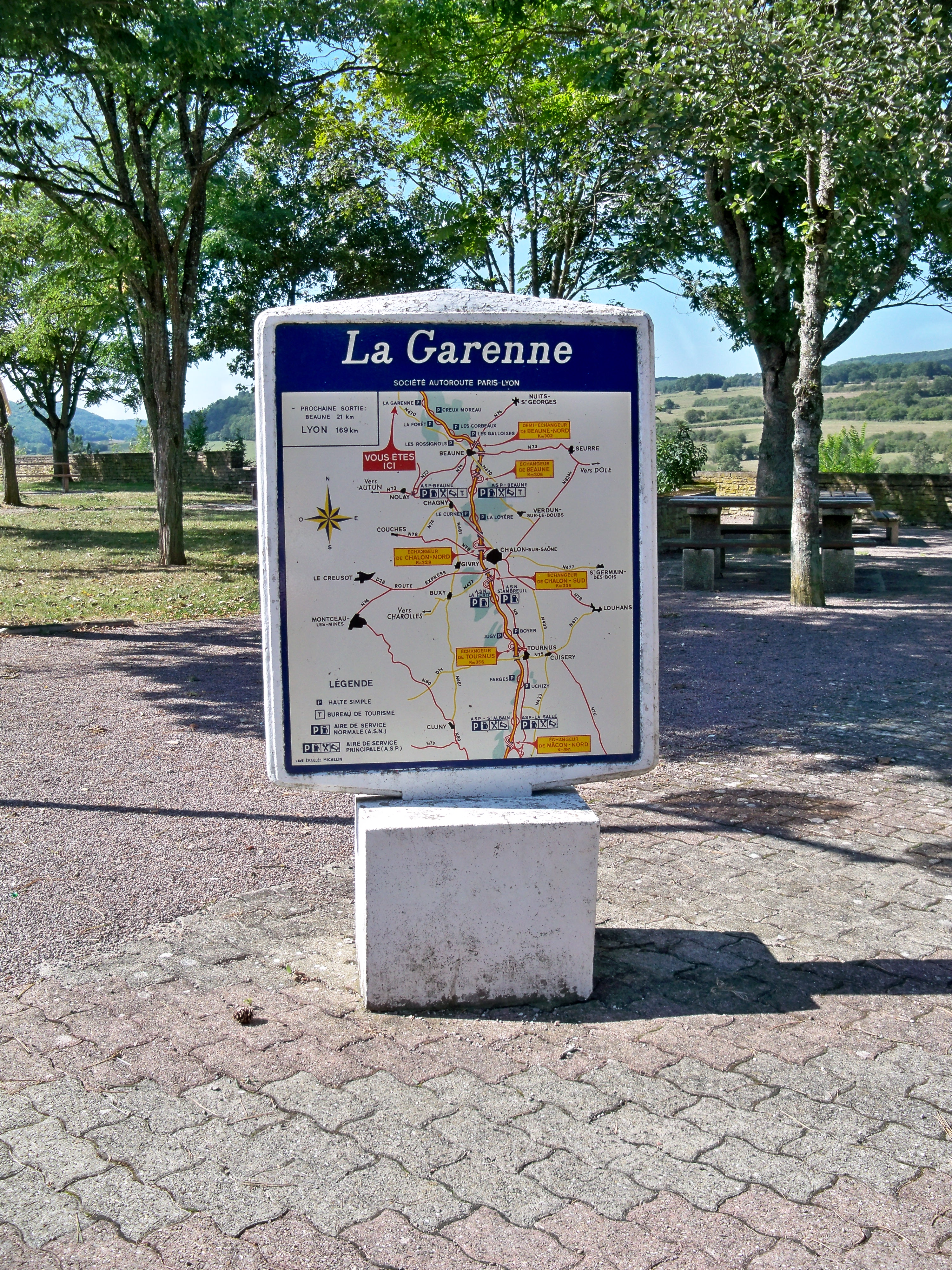
Panneau Michelin de l'aire de La Garenne.

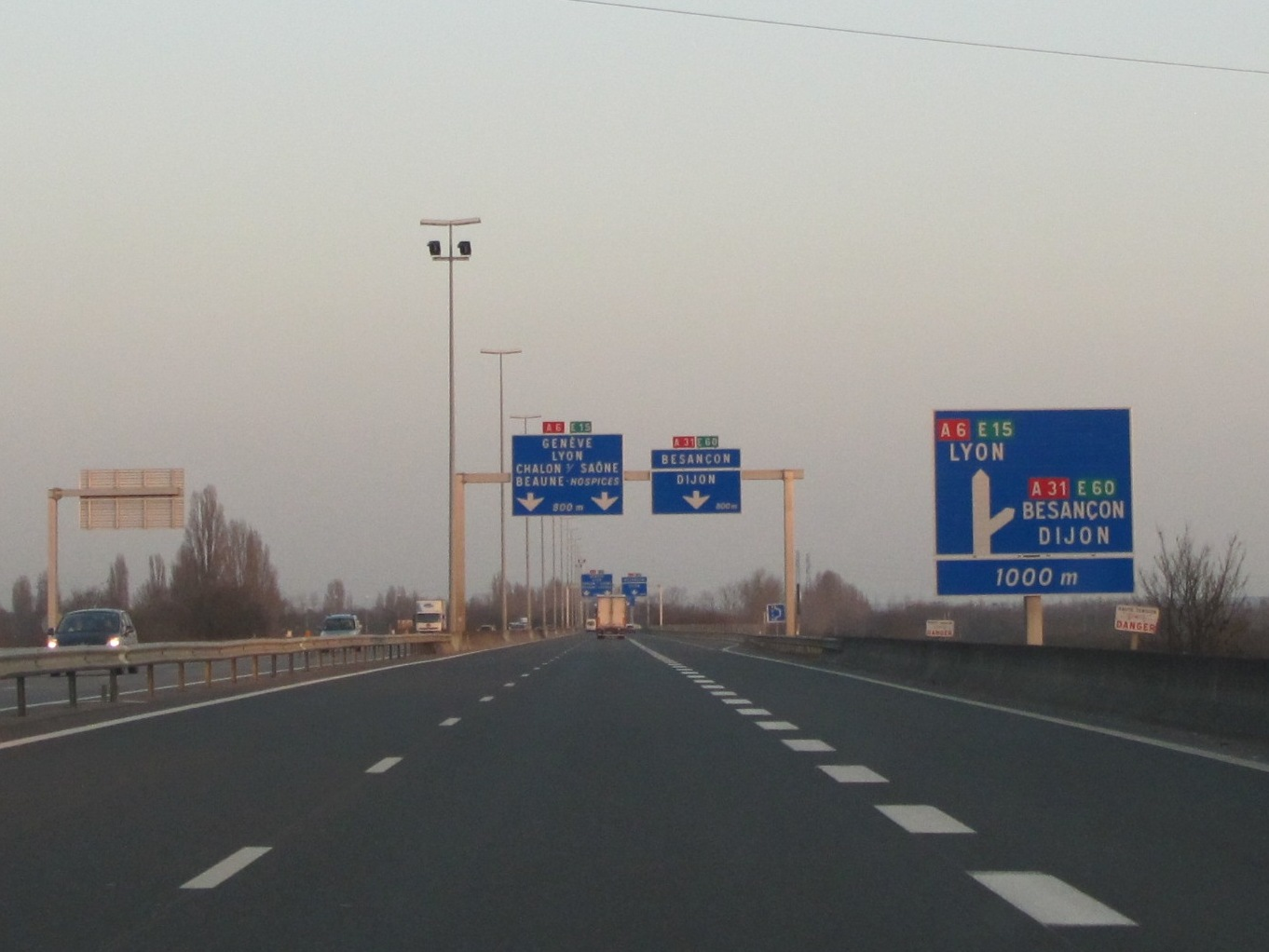
Échangeur A6-A31.

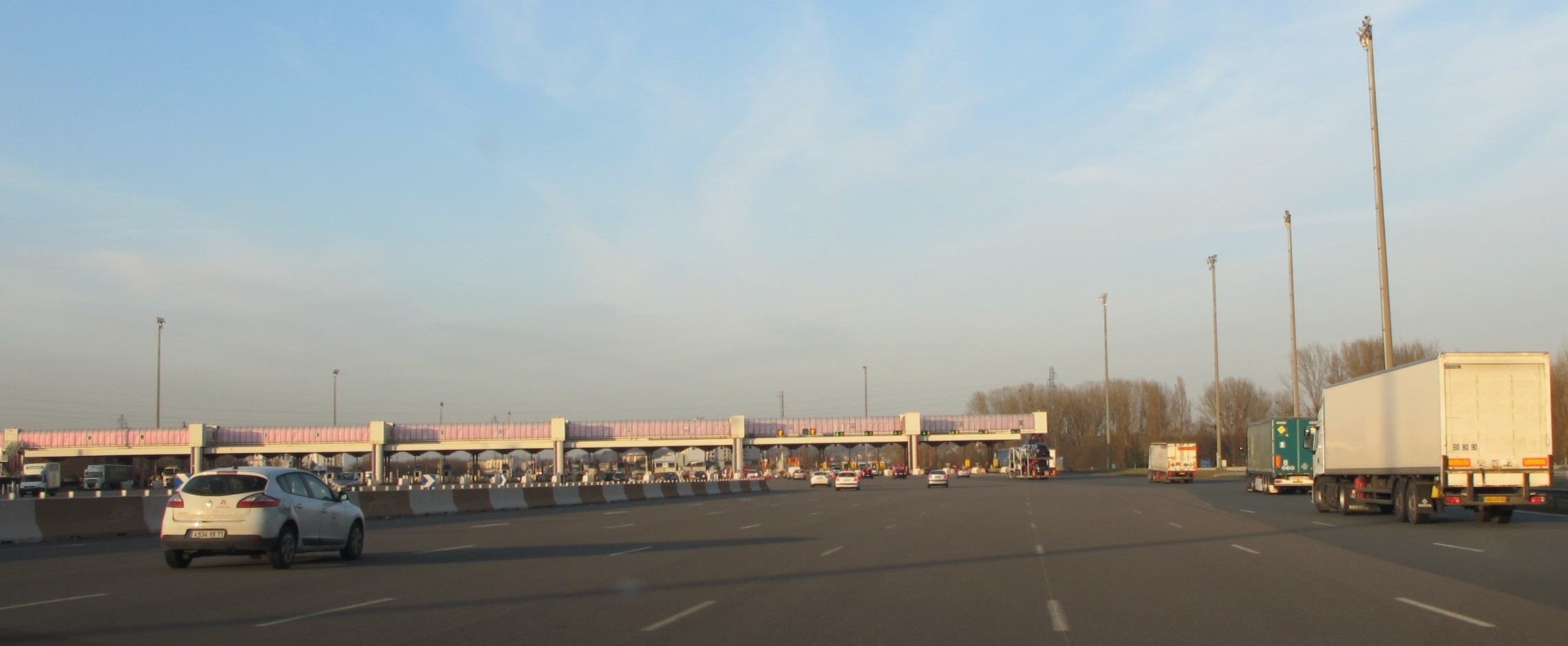
Péage de Villefranche-Limas.

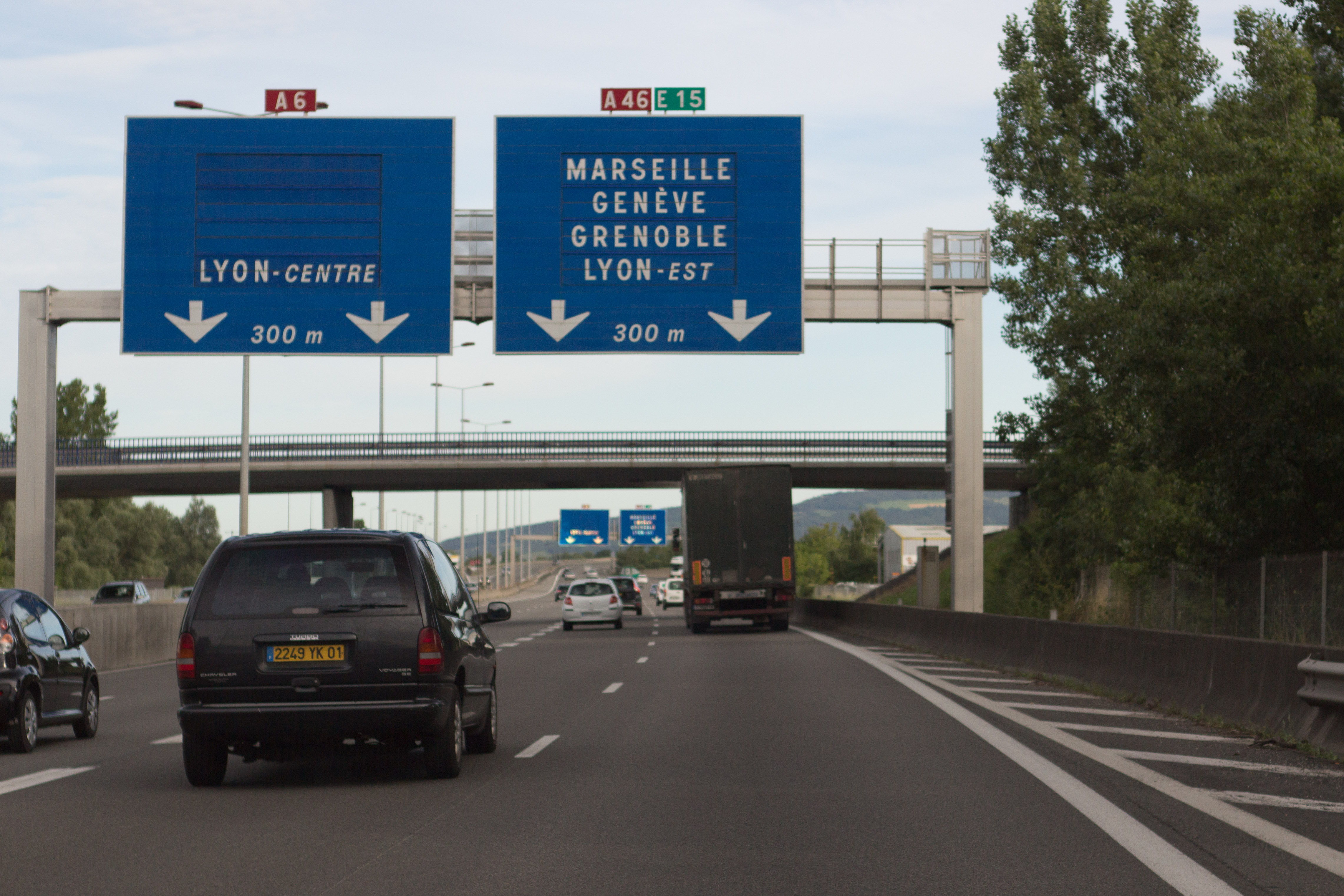
Échangeur A6-A46.

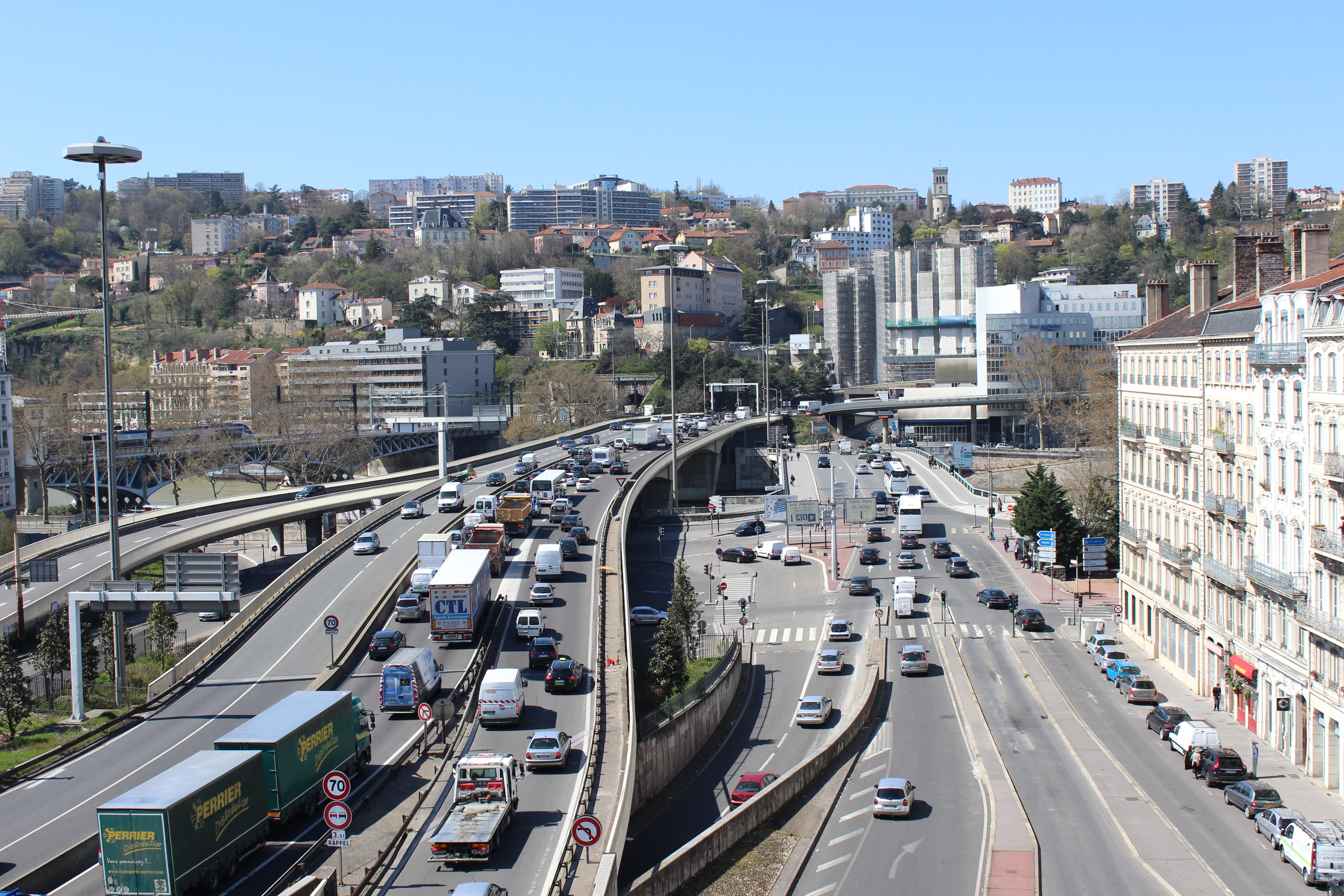
A6 en direction du tunnel de Fourvière, depuis la gare de Lyon-Perrache.

Section non-concédée gérée par la DIRIF et gratuite.
- Échangeur entre A6a, A6b et A6 à 10 km (de et vers Lyon) : 
  - A6a : Paris - Porte d'Orléans
  - A6b : A86, Paris - Porte d'Italie, Orly
- 4 Wissous +  Échangeur entre A126 et A6 à 13 km (de et vers Lyon) : 
  -  4 : Chilly-Mazarin, Wissous
  - A126 : Massy-Palaiseau
- 5 Chilly-Mazarin à 14 km : Chilly-Mazarin, Longjumeau
- 6 Savigny-sur-Orge à 17 km : Savigny-sur-Orge, Épinay-sur-Orge, Villemoisson-sur-Orge, Sainte-Geneviève-des-Bois, Morsang-sur-Orge
- 7 Viry-Châtillon (RD 445) à 20 km : Viry-Châtillon, Fleury-Mérogis (de et vers Paris)
- 7.1 Grigny à 22 km : Grigny, Ris-Orangis
- 7 Ris-Orangis à 24 km : Viry-Châtillon, Grigny, Ris-Orangis (de et vers Lyon)
- Échangeur entre A6 et RN 104 (La Francilienne Ouest) à 26 km : Versailles, Rouen (A13), Bordeaux-Nantes (A10), Bondoufle
- Échangeur entre A6 et RN 104 (La Francilienne Est) à 28 km : (A1-A4), Évry-Courcouronnes, Corbeil-Essonnes, Sénart, Marne-la-Vallée, Troyes (A5), Lisses - centre
- 9 Villabé à 30 km :  Lisses - Z. I., Villabé, Mennecy +  Aires de service de Lisses (sens Paris-Lyon),  de Villabé (sens Lyon-Paris)
- 10 Corbeil-Essonnes à 33 km : Corbeil-Essonnes, Mennecy, Ormoy (de et vers Lyon)
- 11 Le Coudray-Montceaux à 33 km : Le Coudray-Montceaux, Auvernaux, Mennecy (de et vers Paris)
- 12 Saint-Fargeau-Ponthierry à 34 km : Saint-Fargeau-Ponthierry (de et vers Paris)
  -  Limitation à 130 km/h.

Passage du département de l'Essonne à celui de Seine-et-Marne.
- Échangeur entre RN 37 et A6 (de et vers Paris) à 45 km : Cély-en-Bière, Fontainebleau, Montargis (RN 7), Étampes, Melun

Section concédée à APRR et payante (sauf entre la sortie 13).
- 13 Cély-en-Bière à 47 km : Cély-en-Bière, Milly-la-Forêt, Melun, Étampes
- Péage de Fleury-en-Bière, à 50 km
  -  Aire de repos d'Arbonne (sens  Lyon-Paris) à 52 km
  -  Aires de service d’Achères-la-Forêt (sens Paris-Lyon),  d’Achères (sens Lyon-Paris), à 57 km
- 14 Ury à 61 km : Malesherbes, Ury
  -  Aire de repos de Villiers (sens  Paris-Lyon) à 65 km
- 15 Fontainebleau à 70 km : Fontainebleau (de et vers Lyon)
- 16 Nemours à 73 km : Montereau-Fault-Yonne, Nemours
  -  Aires de service de Nemours « Restaupont » (sens Paris-Lyon),  de Darvault (sens Lyon-Paris) à 74 km
- Échangeur entre A77 et A6 à 80 km (de et vers Paris) : Montargis, Nevers
  -  Réduction à 2 × 2 voies
  -  Aires de repos de Sonville (sens  Paris-Lyon),  de Floée (sens Lyon-Paris) à 86 km
  -  Aires de repos du Liard (sens  Paris-Lyon),  d'Égreville (sens Lyon-Paris) à 91 km

Passage du département de Seine-et-Marne à celui du Loiret. Passage de la région Île-de-France à celui Centre-Val de Loire.
- Aires de repos du Parc Thierry (sens  Paris-Lyon),  de la Roche (sens Lyon-Paris) à 103 km

Passage du département de Loiret à celui de l'Yonne. Passage de la région Centre-Val de Loire à celui Bourgogne-Franche-Comté.
- 17 Courtenay à 111 km : Courtenay, Montargis, Orléans, Sens
- Échangeur entre A19 et A6 (Échangeur de Courtenay) à 112 km : Troyes (A5), Sens, Montargis, Orléans (A10), Paris - est
  -  2 × 3 voies
  -  Aire de repos des Châtaigniers (sens  Paris-Lyon) à 117 km
  -  Aires de service de la Réserve (sens Paris-Lyon),  de la Couline (sens Lyon-Paris) à 123 km
- 18 Joigny à 128 km : Joigny, Sépeaux-Saint-Romain, Migennes, Toucy, Charny, Châteaurenard
  -  Aires de repos de la Loupière (sens  Lyon-Paris à 132 km),  de la Racheuse (sens Paris-Lyon à 133 km)
  -  Aire de repos des Pâtures (sens  Lyon-Paris) à 145 km
  -  Aire de repos de la Biche (sens  Paris-Lyon) à 150 km
  -  Réduction à 2 × 2 voies
- 19 Auxerre - nord à 153 km : Auxerre, Monéteau, Migennes, Joigny 
  -  Aires de repos des Bois Impériaux (sens  Paris-Lyon),  du Thureau (sens Lyon-Paris) à 159 km
- 20 Auxerre - sud à 165 km : Auxerre, Chablis, Tonnerre
  -  Aires de service de Venoy-Chablis (anc. Venoy Grosse Pierre) (sens Paris-Lyon),  de Venoy-Soleil Levant (sens Lyon-Paris) à 167 km
  -  Aire de repos de la Grosse Tour (sens  Paris-Lyon) à 174 km
  -  Aire de repos du Buisson Rond (sens  Lyon-Paris) à 179 km
  -  Aire de repos du Chevreuil (sens  Lyon-Paris) à 185 km
  -  Aire de repos de la Couée (sens  Paris-Lyon) à 187 km
- 21 Nitry à 190 km : Nitry, Montbard, Tonnerre, Chablis
  -  Aire de repos de Montmorency (sens  Paris-Lyon), à 198 km
  -  Aire de repos d'Hervaux (sens  Lyon-Paris), à 199 km
- 22 Avallon à 209 km : Avallon, Saulieu
  -  Aires de service de la Chaponne (sens Paris-Lyon),  de Maison-Dieu (sens Lyon-Paris) à 213 km

Passage du département de l'Yonne à celui de la Côte-d'Or.
- Aire de repos de Genetoy (sens  Lyon-Paris) à 220 km
  -  Aire de repos d'Époisses (sens  Paris-Lyon) à 223 km
  -  Aires de repos de Ruffey (sens  Paris-Lyon),  de la Côme (sens Lyon-Paris) à 233 km
- 23 Bierre-lès-Semur à 235 km : Semur-en-Auxois, Montbard, Saulieu
  -  Aires de repos de Fermenot (sens  Paris-Lyon),  de Marcigny (sens Lyon-Paris) à 242 km
  -  Aires de service du Chien Blanc (sens Paris-Lyon),  Aire des Lochères (sens Lyon-Paris) à 255 km
- Échangeur entre A38 et A6 (Échangeur de Pouilly-en-Auxois) à 264 km : Dijon, Pouilly-en-Auxois, Autun, Saulieu
  -  Aires de repos de Chaignot (sens  Paris-Lyon),  de la Repotte (sens Lyon-Paris) à 269 km
  -  Aire de repos de La Garenne (sens  Paris-Lyon) à 280 km
  -  Début de voie pour véhicules lents (sens Paris → Lyon)
  -  Aires de service de la Forêt (sens Paris-Lyon à 285 km),  de Creux-Moreau (sens Lyon-Paris à 286 km)
  -  Aire de repos du Bois des Corbeaux (sens  Lyon-Paris) à 294 km
  -    Limitation à 110 km/h à cause de fortes courbes et descente à 4 %
  -  Fin de voie pour véhicules lents
  -  Aire de repos du Rossignol (sens  Paris-Lyon) à 295 km
  -  Aire de repos de Savigny-lès-Beaune (sens  Lyon-Paris) à 298 km
- 24 Beaune - nord à 301 km : Beaune - centre, Saint-Nicolas, Savigny-lès-Beaune
- Échangeur entre A31 et A6 à 304 km : Dijon, Besançon (A36), Metz-Nancy, Lille (A5)
  - Début de section à 2 × 5 voies
  -   Limitation à 130 km/h et réduction des voies à 2 × 4 voies
- 24.1 Beaune - sud à 307 km : Beaune - centre, Hospices, Chagny
  -  Aires de service de Beaune-Tailly (sens Paris-Lyon),  de Beaune-Merceuil (sens Lyon-Paris) à 311 km

Passage du département de la Côte-d'Or à celui de Saône-et-Loire.
- Réduction à 2 × 3 voies
  -  Aires de repos du Curney (sens  Paris-Lyon),  de la Loyère (sens Lyon-Paris) à 322 km
  -  Limitation à 110 km/h (mesure de réduction de pollution)[10]
- 25.1 Chalon - nord à 325 km : Chalon-sur-Saône, Champforgeuil, Fragnes-la-Loyère, Farges-lès-Chalon,  SaôneOr (demi-échangeur, de et vers Paris) (Depuis septembre 2024[11])
- 25.2 Chalon - centre[12] à 329 km : Chalon-sur-Saône - nord, Autun, Châtenoy-le-Royal, Chagny,  SaôneOr
- 26 Chalon - sud à 335 km : Chalon-sur-Saône, Le Creusot, Montceau-les-Mines, Lons-le-Saunier, Autun
  -  Limitation à 130 km/h
  -  Aires de service de la Ferté (sens Paris-Lyon),  de Saint-Ambreuil (sens Lyon-Paris) à 342 km
  -  Aires de repos de Jugy (sens  Paris-Lyon),  de Boyer (sens Lyon-Paris) à 352 km
- 27 Tournus à 355 km : Tournus
  -  Aires de repos de Farges (sens  Paris-Lyon à 363 km),  d'Uchizy (sens Lyon-Paris à 365 km)
  -  Aires de service de Mâcon-Saint-Albain (sens Paris-Lyon),  de Mâcon-la-Salle (sens Lyon-Paris) à 375 km
- 28 Mâcon - nord à 381 km : Mâcon, Pont-de-Vaux
- Échangeur entre A40 et A6 à 383 km : Genève, Milan, Bourg-en-Bresse (de et vers Paris)
- 29 Mâcon - sud (A406) à 391 km : Mâcon - centre, Moulins (A79), Charolles, Pont-de-Veyle, Charnay-lès-Mâcon, Thoissey, Bourg-en-Bresse (A40)
  -  Aires de repos de Crêches (sens  Paris-Lyon),  des Sablons (sens Lyon-Paris) à 397 km

Passage du département de Saône-et-Loire à celui du Rhône. Passage de la région Bourgogne-Franche-Comté à celui Auvergne-Rhône-Alpes.
- Aires de service de Dracé (sens Paris-Lyon),  de Taponas (sens Lyon-Paris) à 408 km
- 30 Belleville à 412 km : Belleville-en-Beaujolais, Châtillon-sur-Chalaronne, Thoissey
  -  Aires de repos de Patural (sens  Paris-Lyon),  de Boitray (sens Lyon-Paris), à 419 km
- 31.1 Villefranche - nord à 421 km : Villefranche - centre, Arnas, Jassans-Riottier
- 31.2 Villefranche - Ville à 426 km : Villefranche - sud, Jassans-Riottier, Roanne
- Péage de Villefranche-Limas à 427 km
- Échangeur entre A46 et A6 à 431 km : Marseille (A7), Genève (A42), Lyon - est,  Saint-Exupéry, Grenoble (A43) (de et vers Paris)
- 32 Anse à 433 km : Anse, Quincieux (de et vers Paris)
  -  Aires de service des Chères-Ouest (sens Paris-Lyon),  de Chères-Est (sens Lyon-Paris), à 436 km
- Échangeur entre A466 et A6 à 437 km : Genève (A42), Lyon - est (A46), Grenoble (A43),  Saint-Exupéry (de et vers Lyon)
- Échangeur entre A89 et A6 à 442 km : Bordeaux, Clermont-Ferrand, Roanne
- 33 Limonest (RD 306) à 445 km : Limonest - La Garde, Dardilly,   Porte de Lyon
  -  Fin de l'autoroute A6

### M6
Section non-concédée gérée par la Métropole de Lyon et gratuite.
- Début de la voie rapide M6[1]
  -  Limitation à 70 km/h
- 33 Limonest à 445 km  :
  -  33.1 Limonest - Le Bourg : Villefranche-sur-Saône par RD, Roanne, Limonest (direction Paris)
  -  33.2 Limonest - La Garde : Limonest, Dardilly Porte de Lyon (direction Paris)
- 34 Dardilly à 446 km et 448 km :  Techlid - Pôle Économique, Dardilly
  -  Aire de service de Paisy (sens Lyon-Paris), à 447 km
- 35 Écully à 449 km : Écully, Champagne-au-Mont-d'Or, Campus Lyon Ouest Écully  La Sauvegarde,  Grand Ouest
- 36 Porte du Valvert à 451 km : Tassin, Lyon - Vaise, Boulevard périphérique de Lyon, Marseille (A7), Genève (A42), Grenoble (A43)
  -  Réduction 2 × 2 voies
- 37 Lyon - Ménival à 453 km : Tassin-la-Demi-Lune, Lyon (de et vers Lyon)
- 38 Lyon - Vaise à 453 km : Lyon (de et vers Lyon)
  -  Tunnel de Fourvière (1 853 m)
- 39a  Vieux Lyon à 455 km : Lyon (de et vers Paris)
- 39b   Lyon - centre à 455 km :   Perrache, Lyon - Presqu'Île, La Confluence, Perrache (de et vers Paris)
- 39c Lyon - Part-Dieu à 455 km Lyon,  Saint-Joseph Saint-Luc,  Vieux-Lyon
- Fin de l'M6 et continue sur l'M7 par le Centre d'échanges de Perrache en direction de : Lyon - Gerland, Marseille (A7)

## Autoroutes A6a et A6b

### Autoroute A6a
L’autoroute A6a part du périphérique parisien au niveau de la Porte d'Orléans en direction du sud et rejoint rapidement l'autoroute A6b qui part de la Porte d'Italie. Les deux autoroutes sont accolées la plupart du temps mais restent séparées par un terre-plein et des glissières de sécurité. Des embranchements permettent de rejoindre l’autoroute A10 en direction de Bordeaux. Les deux autoroutes fusionnent au niveau d’Antony pour devenir l’autoroute A6 en direction de Lyon. À l'origine, l'A6a faisait partie intégralement de l'autoroute A6, lorsque cette dernière fut ouverte en 1960. Cette partie de l'A6 est devenue depuis l'A6a après une renumérotation intervenue en 1982.

### Autoroute A6b
L’autoroute A6b a été construite à la fin des années 1960 afin de relier Paris au marché d'intérêt national de Rungis ; elle est mise en service en 1969 sans aucune protection acoustique. L'A6b est le regroupement de plusieurs sections autoroutières préexistantes qui portaient des numérotations distinctes. À l'origine, cette autoroute fut ouverte sous les noms de H6 en 1969 sur la section entre la porte d'Italie et Arcueil, puis B6 entre la porte d'Italie et Chevilly-Larue (tronçon qui intégrait également la section de Chevilly-Larue à l'aéroport d'Orly de l'actuelle A106), de 1970 à 1982. L'actuel tronçon de Chevilly-Larue à Wissous fut ouvert en 1972, sous le nom de C6, puis renuméroté en A6b en 1982[réf. nécessaire].
Des protections ont été installées ultérieurement après constatation d'un trafic s'élevant à 100 000 véhicules par jour. Contrairement à l'A6a, dont le tracé a été dessiné à travers le tissu urbain existant, l'A6b reprend le tracé d'un axe historique (chemin entre la porte d'Italie et le village de L'Haÿ-les-Roses).
Pour protéger les riverains des nuisances sonores, une première couverture fut installée entre 1974 et 1978, cependant face à la vétusté et la dégradation de cette dernière au fil des années et décennies, elle fut déposée d'urgence en janvier 2001, nécessitant la fermeture de l'autoroute durant plusieurs jours, l'autoroute se retrouve dès lors en tranchée ouverte comme à l'époque de son ouverture en 1969[réf. nécessaire]. Des travaux pour une nouvelle couverture ont été réalisés entre 2010 et 2012 au Kremlin-Bicêtre. Ce projet a été estimé à 120 millions d’euros.

Travaux routiers au-dessus de l'autoroute A6b
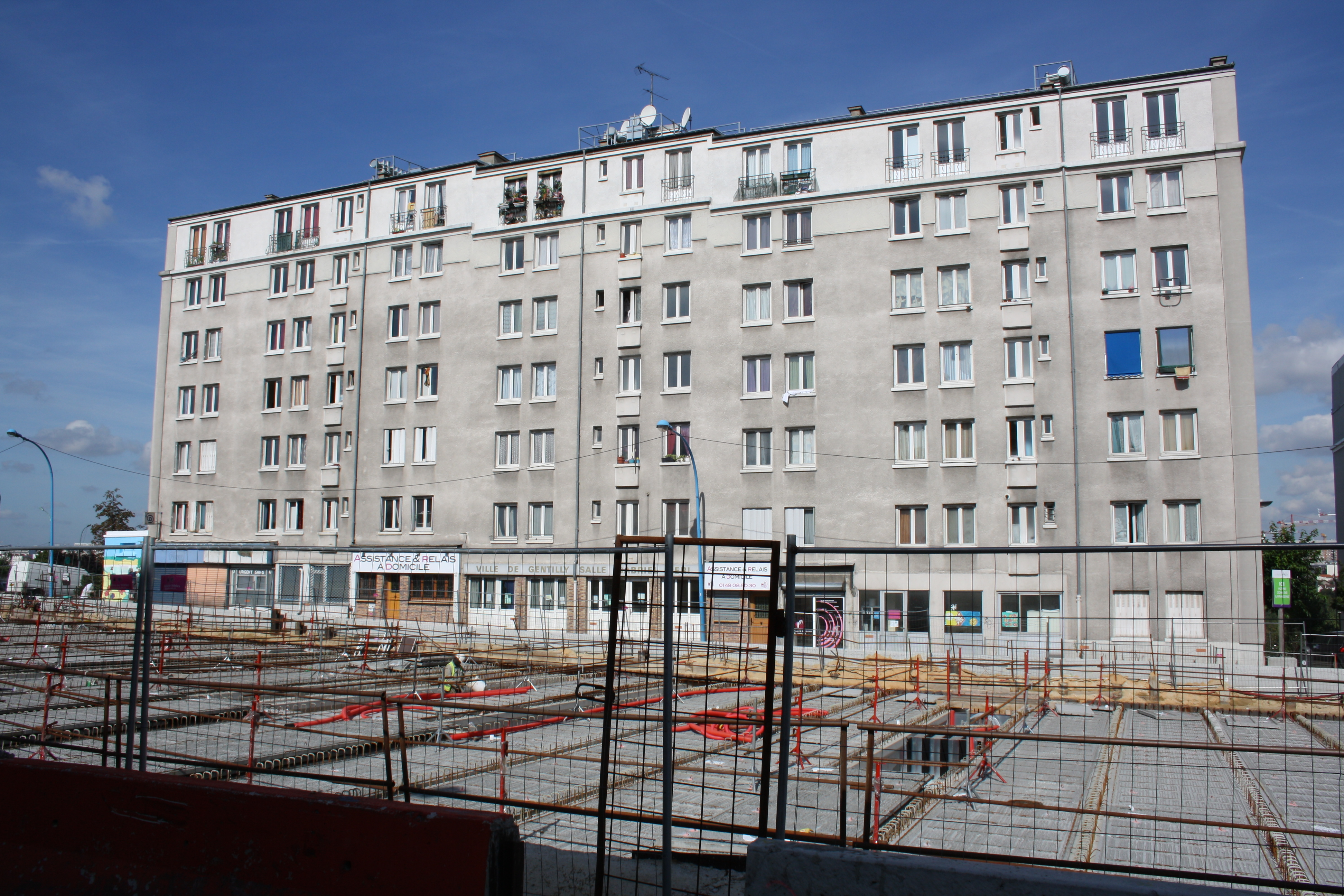
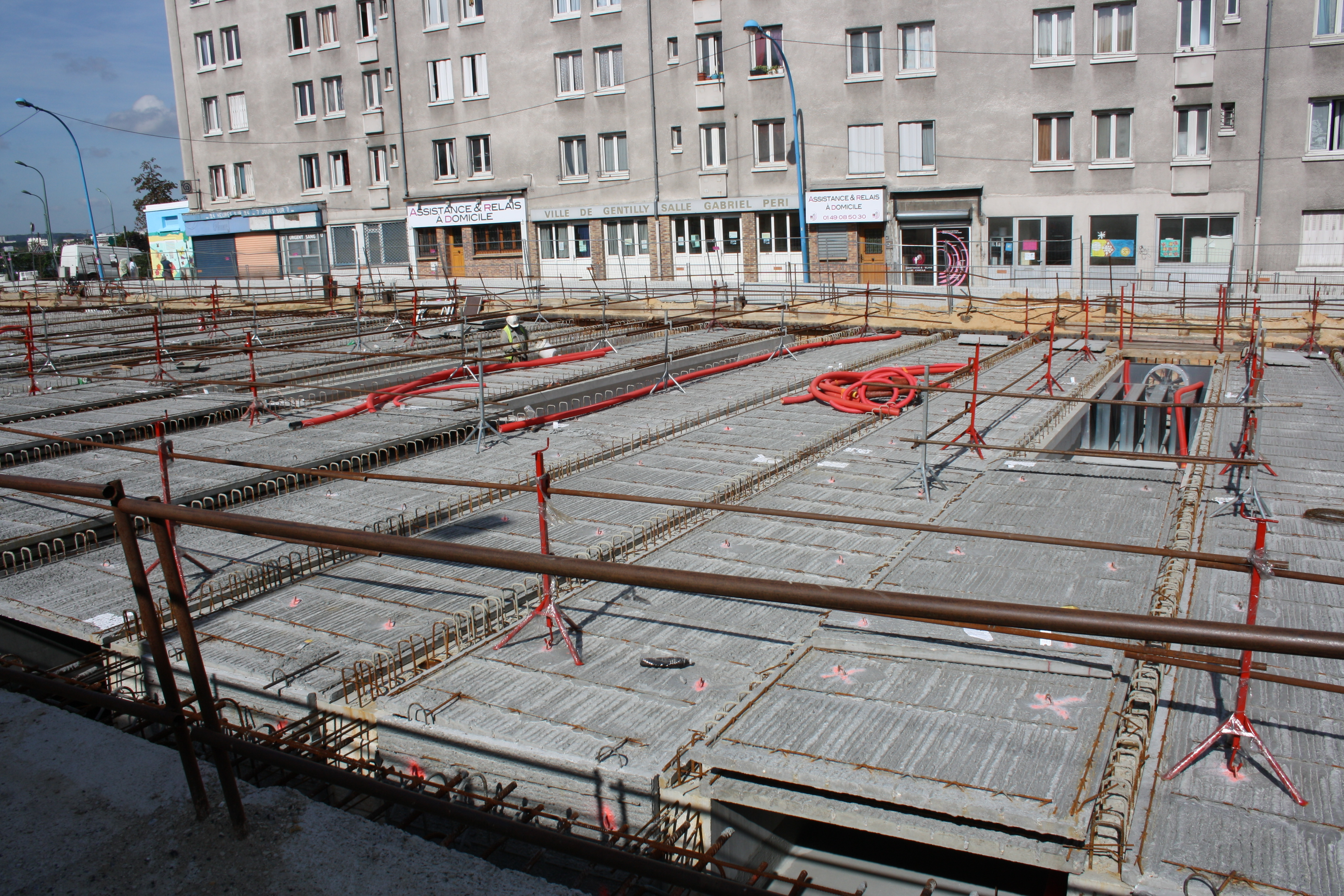
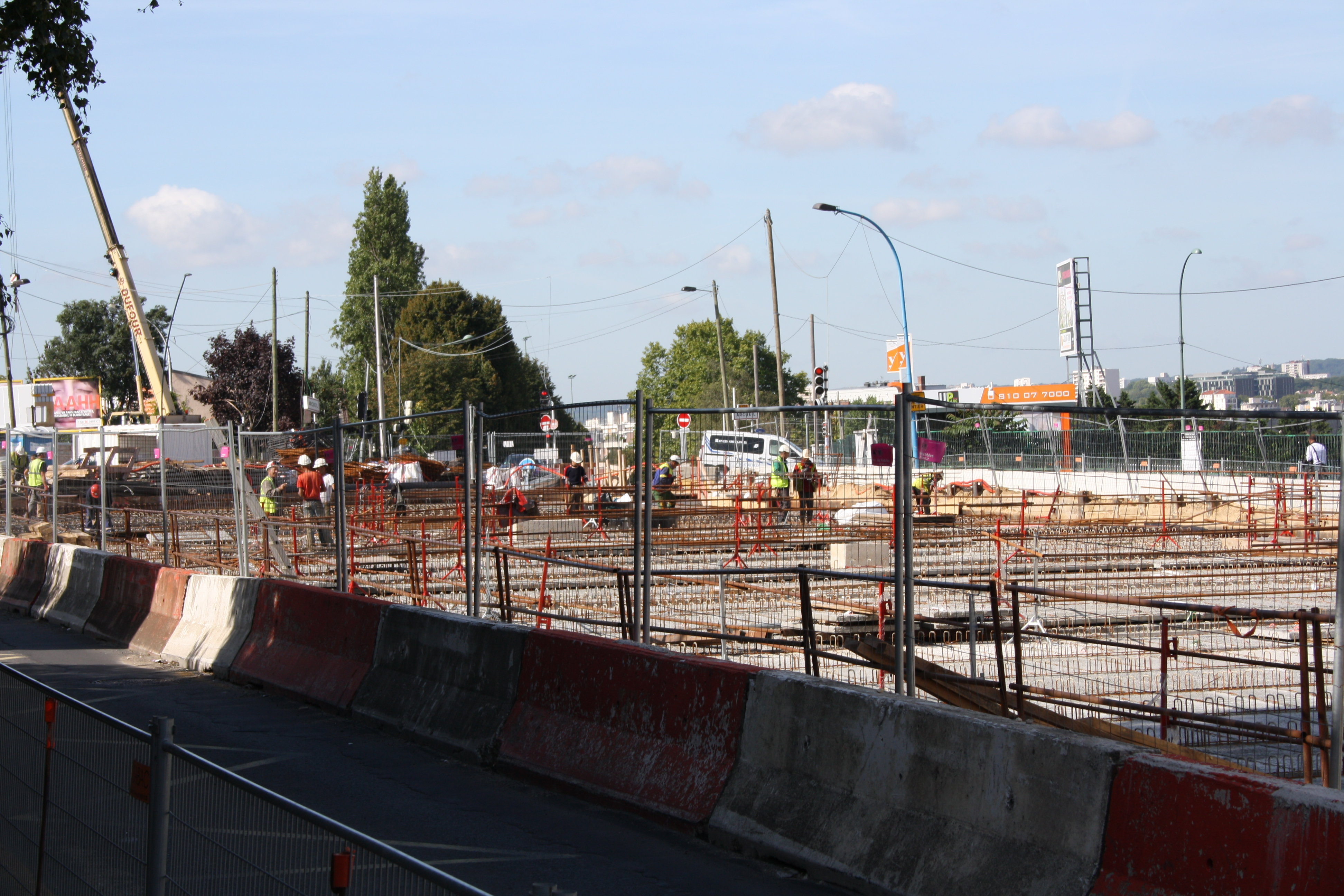
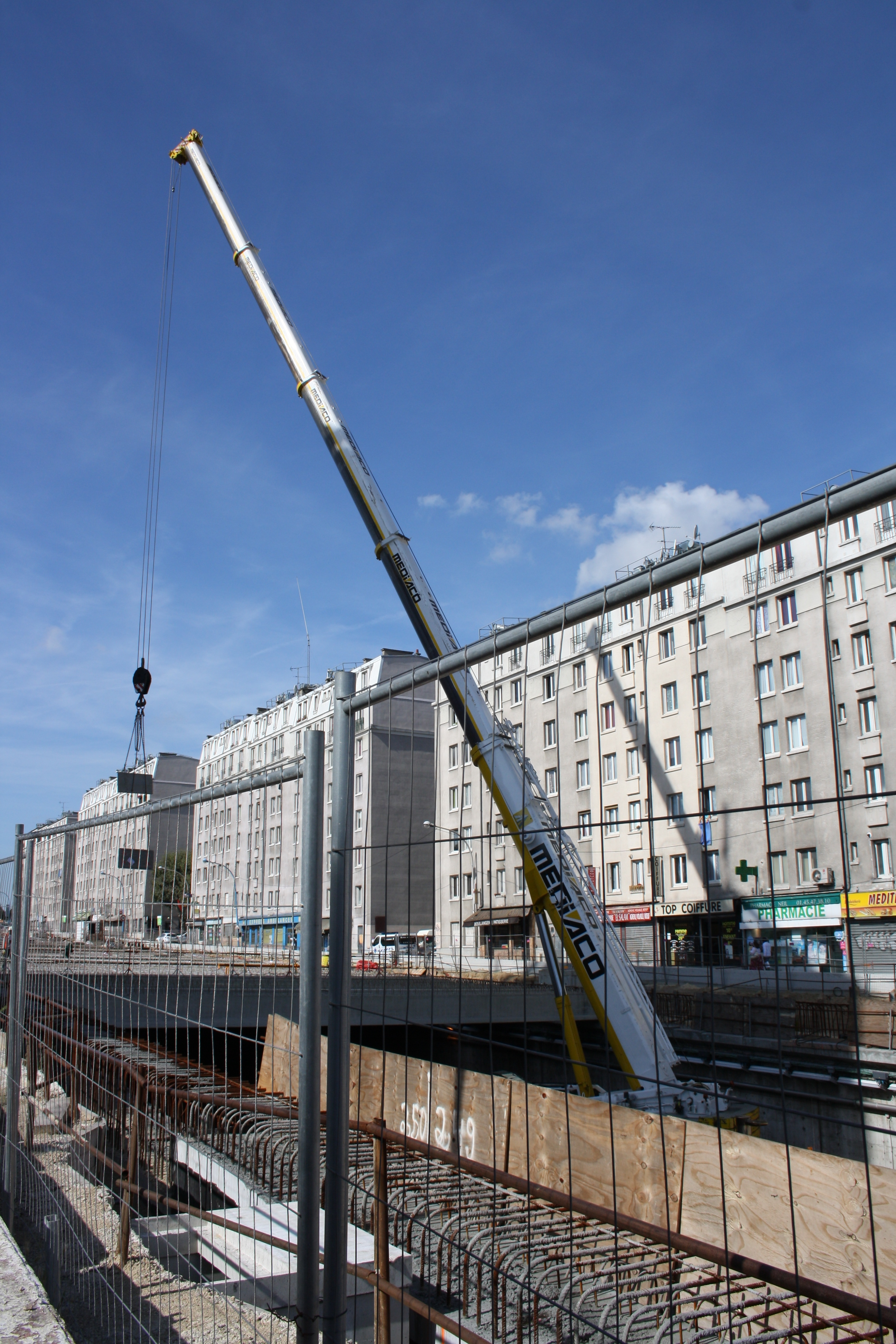
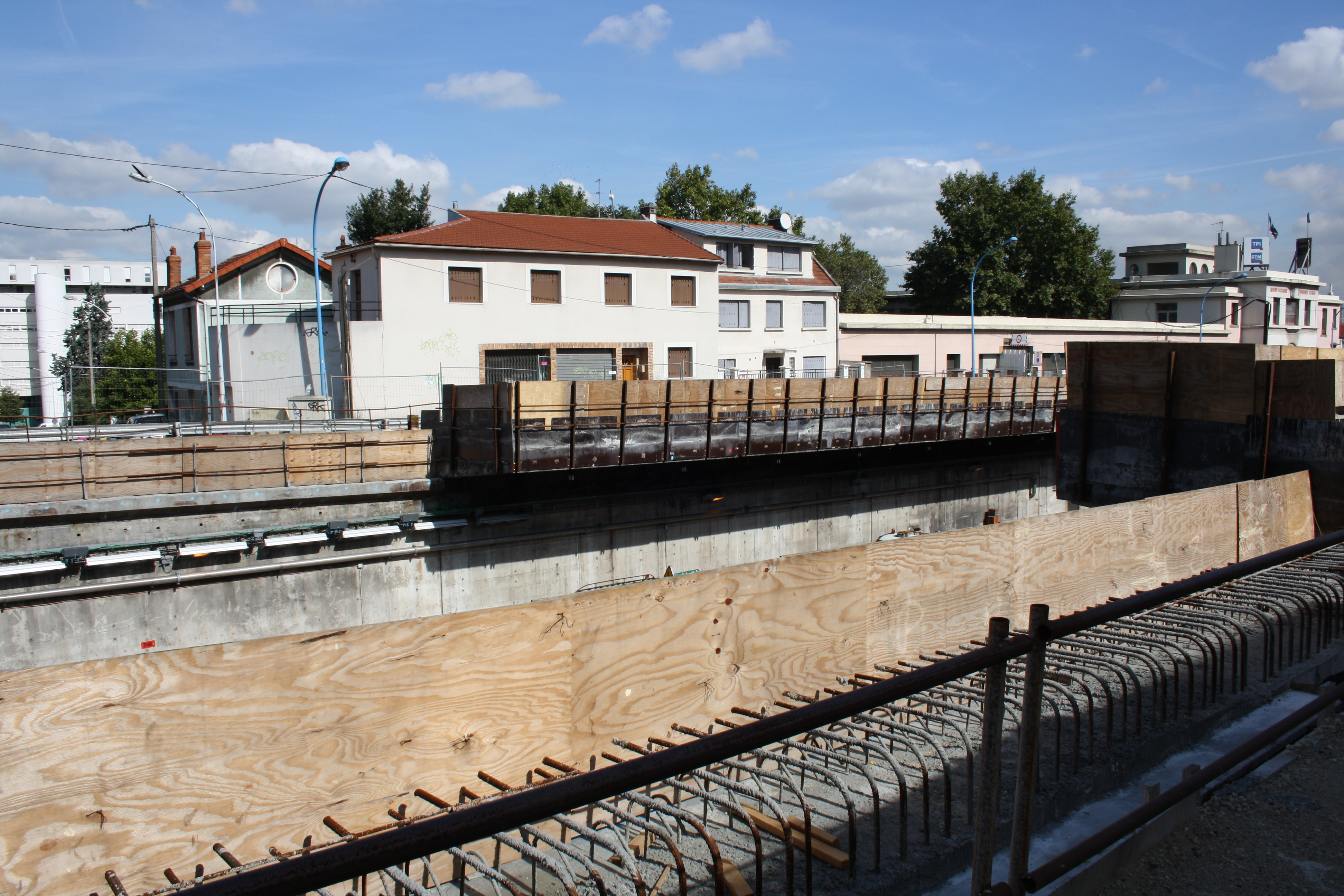

## A106 et A126

### Autoroute A106
À noter que l'A106 possède deux sorties n°4 uniquement en provenance de Paris.
- Échangeur entre A6b, A6a et A106
- 4 : Rungis (demi-échangeur, sortie depuis Paris, entrée vers Orly) +  Aire de service Rungis-Delta (sens Paris-Orly)
- 4 : Rungis Ville, Parc d'Affaires (quart-échangeur, sortie depuis Paris uniquement)
- 5 : L'Haÿ-les-Roses, Rungis (quart-échangeur, sortie depuis Orly uniquement), Orly, Zone des Petites Industries, Orlytech (demi-échangeur, sortie depuis Paris, entrée vers Orly)
- : Évry, Cargo, Cœur d'Orly, Orly Ville, Orlytech (demi-échangeur, sortie depuis Orly, entrée vers Paris)
- Échangeur entre RN 7 et A106

### Autoroute A126
A6 - A10 (tronçon auparavant numéroté A87)
- Échangeur entre  A6  et  A126 : à 0 km
- 2 × 1 voies
- Échangeur entre l’A126 et l’A10 à 2 km (de et vers Palaiseau) : Paris-Porte d'Orléans, Antony +   2 × 3 voies jusqu'à l'échangeur D 444
- 6 D188 à 3 km : Palaiseau, Antony, Massy, Villebon-sur-Yvette
- Échangeur entre l’A126 et l’A10 à 4 km (de et vers A6) : Bordeaux, Nantes
- Fin de l'A126

## Lieux sensibles

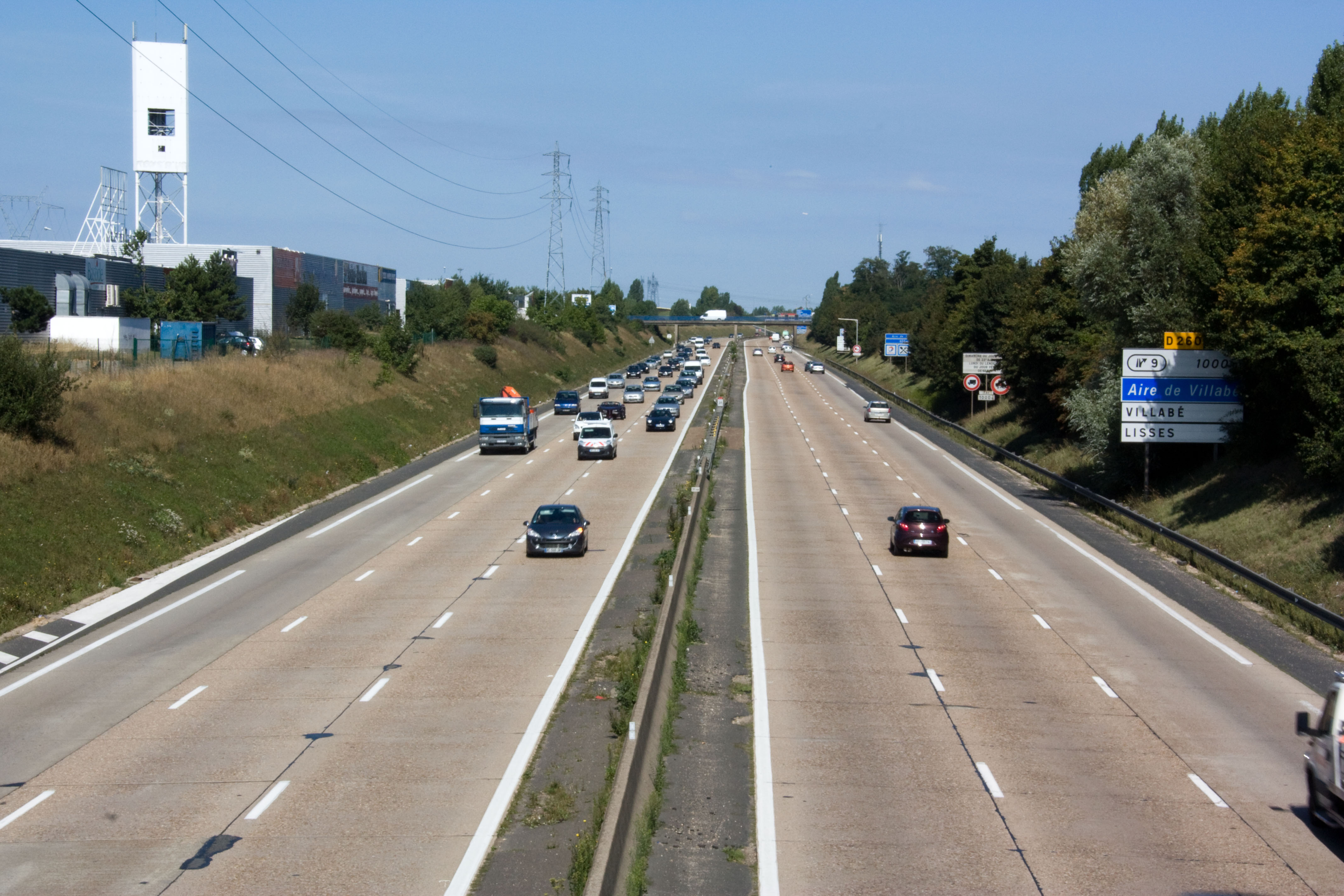
L'autoroute A6 à Villabé dont la chaussée comporte encore des dalles de béton en août 2010.

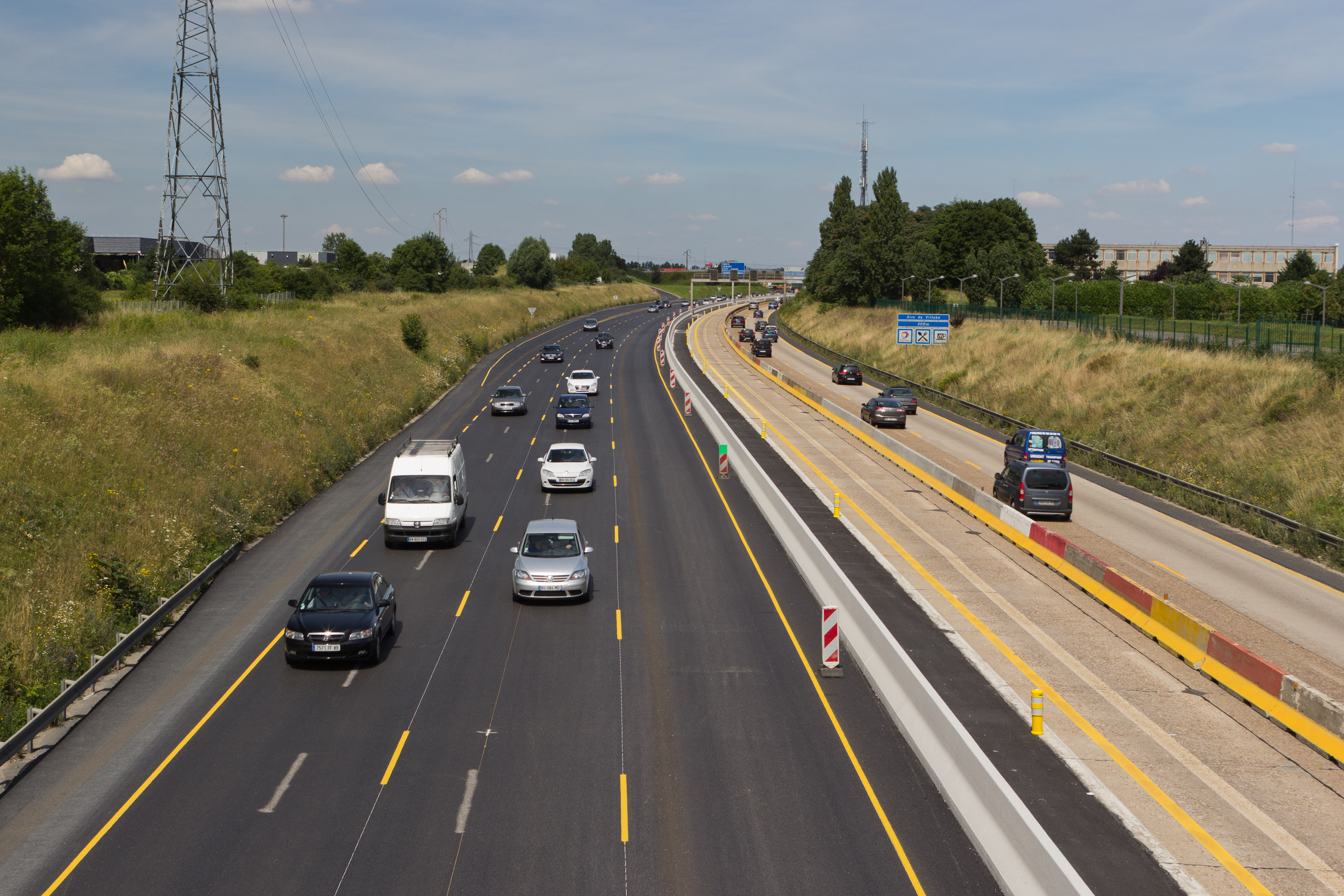
L'autoroute A6 à Villabé pendant les travaux de réfection de la chaussée en juillet 2012. À gauche, la chaussée rénovée du sens Paris-Lyon.

Col de Bessey-en-Chaume : situé entre Avallon et Beaune à 565 mètres d'altitude. Une pente dangereuse, surtout par une météo défavorable, existe en direction de Lyon. Cette pente est limitée à 110 km/h, avec contrôle automatique de la vitesse. Des fermetures aux véhicules lourds ont parfois lieu pendant la période hivernale, en cas d'enneigement.
Le tronçon entre Villabé et Saint-Germain-sur-École, d'une longueur de 13 km, était, jusqu'en 2014, le dernier tronçon qui utilisait encore le revêtement d'origine en béton, datant de 1960. Ces dalles de béton offraient une adhérence et une visibilité précaires par temps de pluie (pas de drainage des eaux), étaient très inconfortables pour les automobilistes (bruits de roulement, secousses dues aux jointures entre dalles, souvent décalées), dangereuses pour les 2 roues (rainurages) et sources de nuisances sonores pour les riverains. Un renouvellement complet de la chaussée de cette section a été réalisé de 2012 à 2014,. Des travaux préparatoires ont dans un premier temps permis la refonte du terre-plein central et de la hauteur des dispositifs latéraux de sécurité ainsi que le relèvement des ponts. La rénovation en elle-même a consisté en la mise en œuvre d'une nouvelle couche de chaussée de 15 cm après fragmentation de la couche de béton en place.

## Secteurs chargés

### Région de Lyon
Dans le tunnel de Fourvière, de nombreux bouchons sont notables depuis Dardilly en direction de Lyon. Enfin, dans l'agglomération lyonnaise, le trafic est très dense de l'échangeur de la Nationale 6 jusqu'à l'échangeur de Perrache dans le centre-ville de Lyon tous les jours. Dans les deux sens, Paris - Lyon et Lyon - Paris, l'échangeur de la N6 est toujours saturé.

## Région parisienne (section non concédée)
L'A6 est une des autoroutes les plus fréquentées d'Île-de-France.

### Sens Lyon → Paris
Pour le tronçon Villabé vers Paris Porte d'Italie et Porte d'Orléans.
Le trafic est très dense entre 6 h et 9 h 30 environ, accompagné d'une circulation fortement ralentie voire arrêtée à certains endroits de Lisses, situé à 31 km de la capitale jusqu'aux portes d'Italie et d'Orléans à Paris. De plus, à ces mêmes périodes, sur le tronçon entre Grigny et Chilly-Mazarin en passant par la cuvette de Savigny, le trafic est extrêmement ralenti.

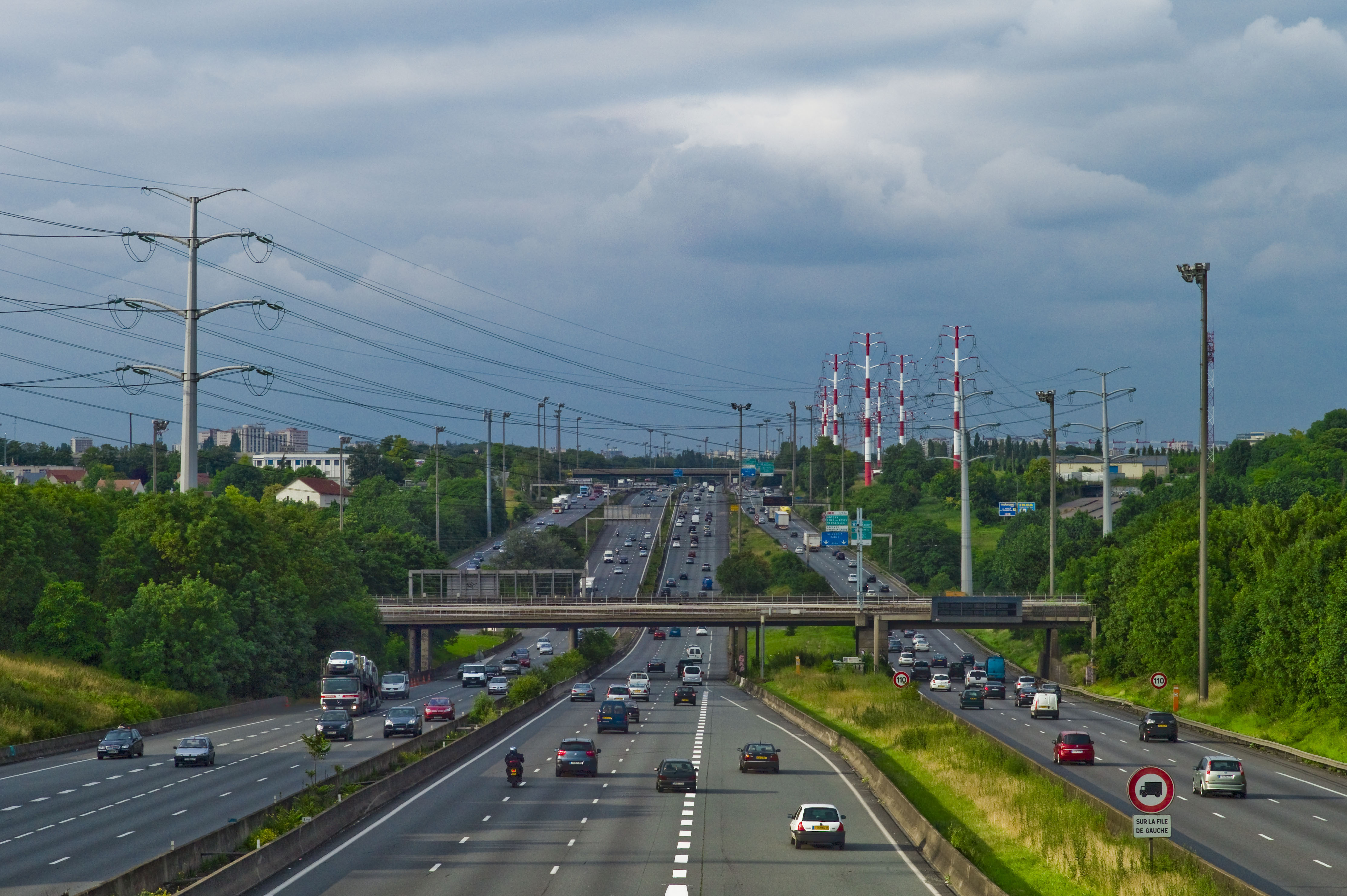
L'autoroute à Wissous, en direction de Paris.

De nombreuses villes sont situées au bord de cet axe telles que Lisses, Corbeil-Essonnes, Villabé, Évry-Courcouronnes, Ris-Orangis, Grigny, Viry-Châtillon, Savigny-sur-Orge, Chilly-Mazarin, Wissous, etc. De ce fait, l'A6 permet ainsi aux personnes domiciliées dans ces secteurs résidentiels d'aller travailler à Paris, chaque matin.
Les usagers se rendant à Paris ont une information en temps réel grâce à un panneau à message variable, au niveau de Wissous - situé à 15 km du boulevard périphérique de Paris - leur permettant de choisir entre l'A6a ou l'A6b, en fonction des conditions de circulation. Enfin, sur l'ensemble du tronçon, les automobilistes sont informés régulièrement par des panneaux leur indiquant les temps de parcours entre la banlieue et le boulevard périphérique. En fin de journée, le trafic peut être légèrement dense à certains endroits - souvent chargé à l'approche des deux portes de Paris - mais est incontestablement moins ralenti que le matin. Enfin, les matinées des mardis et jeudis sont les deux périodes les plus denses.
Le weekend et sauf événement particulier, la circulation vers Paris est plutôt fluide. Cependant les dimanches, en fin d'après-midi, la circulation peut se densifier à partir de Villabé jusqu'aux deux portes de la capitale : retours de séjours à la campagne, achats dans les grandes zones commerciales, etc.

#### Vitesse moyenne entre 6 h et 10 h
Selon les secteurs, les vitesses moyennes constatées sont :
- Villabé → Évry-Courcouronnes : supérieure à 75 km/h
- Évry-Courcouronnes → Grigny : inférieure à 30 km/h (souvent aux alentours de 10 km/h)
- Grigny → Savigny-sur-Orge : entre 30 et 45 km/h (souvent aux alentours de 10 km/h)
- Savigny-sur-Orge → Wissous : entre 45 et 60 km/h avec des pointes au-delà de 80 km/h après Chilly-Mazarin (l'échangeur A126 désengorge l'A6)
- Fresnes → Portes d'Italie ou d'Orléans : inférieure à 30 km/h et très ralentie à partir de L'Haÿ-les-Roses.

#### Vitesse moyenne entre 16 h et 20 h
Selon les secteurs, les vitesses moyennes constatées sont :
- Villabé → Évry-Courcouronnes : supérieure à 75 km/h
- Évry-Courcouronnes → Grigny : 60 km/h en moyenne
- Viry-Châtillon → Wissous : au-delà de 60 km/h et plus de 90 km/h après Savigny-sur-Orge
- Wissous → Arcueil : entre 45 et 60 km/h
- Arcueil → Portes d'Italie ou d'Orléans : inférieure à 30 km/h (souvent, vitesse entre 3 et 6 km/h).

### Sens Paris → Lyon
Les matins de semaine, le trafic connaît quelques difficultés de circulation à certains endroits. Il faut compter en moyenne 25 minutes entre la porte d'Italie et Évry-Courcouronnes (29 kilomètres). Cependant, le trafic se charge considérablement des deux portes de Paris jusqu'à Évry-Courcouronnes entre 16 h et 20 h. Le plus souvent, les embouteillages se localisent entre Wissous et Savigny-sur-Orge en passant par l'échangeur A126 en provenance de Massy, soit un total 10 kilomètres environ.

### Info trafic en direct
Le site internet Sytadin permet de visualiser en direct le trafic de l'A6 en Île-de-France ou sur téléphone portable.
EFM (radio), radio sud-francilienne, fait le point sur le trafic de l'A6 tous les quarts d'heure le matin et toutes les demi-heures le soir, en semaine.
France Bleu 107.1 (ex-France Bleu Île-de-France) permet le matin (de 7 h à 10 h) et le soir (de 17 h 30 à 21 h) aux conducteurs de partager en direct des informations sur les accidents et autres dangers de la route dans l'émission On fait la route ensemble du lundi au dimanche. Toutes les nuits, un point sur les fermetures d'autoroutes et de routes nationales est diffusé tous les quarts d'heures.

## Particularités
Pendant ces périodes, l'autoroute est particulièrement chargée en direction du sud en début de congé puis, dans un second temps, en direction de Paris en fin de vacances. Durant le dernier weekend de juillet et le premier weekend d'août, la circulation est régulièrement bloquée dans les deux sens sur des centaines de kilomètres. Cette période est surnommée le chassé-croisé entre les Franciliens dits juillettistes qui terminent leurs vacances et ceux dits aoûtiens qui les commencent.

### Vacances scolaires
Cette autoroute est très utilisée en période de congés car elle permet aux personnes vivant dans le nord de la France et aux Franciliens de rejoindre les côtes de la Méditerranée et plus généralement le sud-est de la France (par l'A7 de Lyon à Marseille).

### Vacances de Noël et d'hiver
Elle permet également de rejoindre les Alpes via Lyon pour les stations de sport d'hiver.

### Désengorgement
L'autoroute A5 a été construite entre 1990 et 1995 pour désengorger l'A6 aux abords de Paris. Ainsi, l'automobiliste qui vient du sud a la possibilité, à hauteur de Beaune, de quitter l'A6 pour emprunter l'autoroute A31 pendant environ 120 kilomètres. Ce trajet l'amène jusqu'aux abords de Marac (Haute-Marne) où débute l'autoroute A5 qui permet de rejoindre la région Est de l'Île-de-France en passant au sud de Chaumont et de Troyes et au nord de Melun. Il est également possible de passer de l'A6 à l'A5 en empruntant l'A19 entre Piffonds au nord-est de Courtenay, et La Chapelle-sur-Oreuse au nord de Sens. Toutefois, la tarification en vigueur ainsi que les moteurs de recherche d'itinéraires n'incitent pas les usagers de l'est parisien à briser l'habitude du détour par la porte d'Italie ou par Évry-Courcouronnes.
Depuis 2004, après la construction de viaduc de Millau sur l’autoroute A75 Clermont-Ferrand – Béziers, qui permet de relier le nord de l'Europe à l'Espagne sans faire de détour par l'A6 puis l'A7 (diminution du temps de trajet entre le nord de la France et Barcelone), l'autoroute A6 a été déchargée de beaucoup de vacanciers en route vers Perpignan et l'Espagne.

## Lieux touristiques
- Paris (tour Eiffel, Notre-Dame, Champs-Élysées…)
- Fontainebleau (château, forêt, obélisque)
- Château de Vaux-le-Vicomte
- Auxerre (cathédrale, abbaye, centre-ville)
- Joigny
- Autun
- Irancy (vins rouges)
- Chablis (vins blancs)
- Arcy-sur-Cure
- Sermizelles (camp antique de Cora)
- Avallon (fortifications de Vauban et sa tour de l'horloge, vallée du Cousin)
- Vézelay (basilique)
- Savigny-sur-Orge (château de Savigny-sur-Orge)
- Semur-en-Auxois (collégiale et fortifications)
- Saulieu (basilique)
- Éguilly (château d'Éguilly)
- La Rochepot, (château de La Rochepot)
- Beaune (caves vinicoles, Hospices de Beaune)
- Archéodrome de Beaune, fermé en octobre 2005
- Chalon-sur-Saône
- Tournus (église Saint-Philibert : exemple original du roman bourguignon)
- Mâcon (roche de Vergisson)
- Villefranche-sur-Saône, le Beaujolais et le pays des Pierres dorées
- Lyon, ville classée au patrimoine mondial de l'Unesco.

## Insolite
- Entre le 22 août 1984 et le 2 avril 2005, une vingtaine de jeunes femmes sont victimes de crimes ou de disparitions mystérieuses « dans un rayon de 200 kilomètres le long de l'autoroute A6 ». Ce dossier des « disparues de l'A6 » connaît de nombreux rebondissements, l'enquête policière ayant pu élucider certains meurtres mais hésitant pour les autres à y voir des coïncidences ou les actes d'un ou de plusieurs tueurs en série[22].
- Depuis 1992[23], sur la commune de Senan dans l'Yonne, entre Joigny et Auxerre, une publicité géante est dessinée par la taille particulière d'un champ à flanc de colline de façon à être vue de loin par les automobilistes, dans le sens Paris - Lyon. Le slogan change tous les ans à l'occasion de la récolte, l'été.
- Avec 66 km, la distance entre les sorties 23 et 24 est la plus longue sur une autoroute française mais la bifurcation A6/A38, située entre les deux, permet de rejoindre rapidement le réseau classique.

## Œuvres d'art
Plusieurs œuvres d'art (que l'on nomme art d'autoroute) sont disposées le long du parcours de l'autoroute. Les plus remarquables étant :
- aire de repos de Fleury : la fresque de Fleury, du peintre Djoka Ivackovic, réalisée en céramique par le maître céramiste Alain Girard en 1991 ;
- aire de Villiers : Mignonne allons voir, sept sculptures réalisées en 1989 par France Siptrott et Hugues Siptrott ;
- aire du Curney : le Mémorial pour l’avenir, mémorial en souvenir de l'accident de Beaune, réalisé en 1985 par Françoise Jolivet ;
- au niveau de la jonction de l'A46 et de l'A6 : le Signe infini, sculpture réalisée en 1993 par Marta Pan.

En outre, entre Laives et Jugy, sur l'aire de Jugy, sont installées quatre grandes structures simulant des champignons et un personnage (Champignon Jaune, Champignon Bleu, Champignon Violet, et Champignon Rouge),.
Deux œuvres en mosaïque de l'artiste Invader ont également été posées sur le tracé de l'autoroute :
- PA_306 : autoportrait en noir et blanc de l'artiste réalisé en juillet 2000[27], et qui était visible en direction du nord, à hauteur de la rue de Chevilly à l'Haÿ-les-Roses ;
- PA_1184 : space invader blanc réalisé en décembre 2015, visible en direction du sud à hauteur du parc municipal des sports de Chevilly-Larue.

## Dans la culture

### Littérature
Dans son livre Les Autonautes de la cosmoroute (Los Autonautas de la cosmopista), l'écrivain argentin Julio Cortázar raconte le voyage de trente-deux jours fait avec son épouse, l'autrice américaine Carol Dunlop sur l'« autoroute du soleil » (les autoroutes A6 et A7), entre Paris et Marseille.

### Cinéma
- 2016 : À fond, de Nicolas Benamou avec José Garcia, la Danjoon Medusa de Tom Cox reste bloquée à 160 km/h sur cette autoroute.